# IDOL Street
iDOL Street（アイドルストリート）は、エイベックス・エンタテインメントの社内カンパニー兼アイドル専門レコードレーベルおよびプロジェクト。レーベル所属アーティストはSUPER☆GiRLSとわーすたの2組。

## 概要
iDOL Streetは、エイベックス初のアイドルプロジェクトである。エイベックス主催のオーディションで初めて「アイドル」の名を冠した『avexアイドルオーディション2010』で選ばれたメンバーで構成されている。そのため、同オーディションから誕生したSUPER☆GiRLSは、「エイベックス初のアイドルグループ」と呼ばれることとなる。
設立者である樋口竜雄は、かつて「悪竜（おりゅう）」のハンドルネームで松浦亜弥のファンサイト「Ayaya-Style.」を運営していた 筋金入りのアイドルファンで、2004年のエイベックス入社に際してそのサイトの構築・運営についての仕様書をまとめてプレゼンしている。2009年9月、樋口が前年から温めていたプロジェクトに会社からOKが出て、同年12月より「avexアイドルオーディション2010」を開始。2010年6月12日の同大会決勝においてSUPER☆GiRLSが発表された。
2010年10月2日、iDOL Streetレーベル発足。同年12月22日、同レーベルの作品第1弾としてSUPER☆GiRLSによる『超絶少女』が発売された。その後、2012年2月19日にレーベル第2弾グループCheeky Paradeを発表、同年12月25日にレーベル第3弾グループGEMを発表、2015年3月29日にレーベル第4弾グループわーすたを発表した。
iDOL Streetの設立当初は、松浦亜弥が所属していたハロー!プロジェクトのように、下部組織や姉妹グループをつくり、レーベル・事務所・ファンクラブ等すべて自社グループで賄う、いわゆる「360度ビジネス」を志向していたが、2014年7月31日に、iDOL Streetファミリーの拡大を目的として、iDOL Streetレーベルのオープン化を発表した。これによりiDOL Streetプロジェクト以外で活動しているアイドルでも同レーベルからのCDリリースやiDOL Streetファミリーの合同イベントへの参加が可能になったが、現在までに参加者・参加グループはなく、応募フォームも自然消滅した。
2015年、クリエイターとパフォーマーの融合による新しいエンタメプラットフォーム「Girls Street 2020」が発足。iDOL Streetに所属するメンバーはパフォーマーサイドのメンバーと位置付けられた。「avex Girls Street Audition」も開催され、パフォーマーサイドではアイドル部門と、女優・タレント部門、クリエイターサイドではクリエイター女子部門でオーディションを行い、「GiRLS Street EXPO 2015」で最終審査、結果発表が行われた。
2016年6月25日に開催された『iDOL Street Carnival 2016 6th Anniversary 〜RE:Я|LOAD〜』を機にiDOL Streetプロジェクトは変革されていき、後に樋口が統括プロデューサーを外れていたことが公になる。また、iDOL Streetの発足時からかかわっていたスタッフも相次いで退任した。2017年8月10日、約6年間続いたエイベックスアイドルプロジェクトの候補生「ストリート生」制度が終了した。2018年3月31日にはGEMが解散。同年7月31日にはCheeky Paradeが解散。
2020年1月31日、設立者である樋口竜雄がエイベックスを退職。
2024年4月1日現在、SUPER☆GiRLS、わーすたが同レーベルに所属している。
規格品番（全国流通盤）はAV*D-39***（CD：AVCD-39***、DVD：AVBD-39***、BD：AVXD-39***）。

## iDOL Street Project
SUPER☆GiRLSの8名（坂林佳奈・門林有羽・竹内ななみ・田中想・鎌田彩樺・柏綾菜・河村果歩・櫻井陽夏）、わーすたの4名（元4期生）の13名によって構成されている。（2025年1月1日現在）

### メンバー構成推移
| 日時                                   | 事柄 | 増減 | 人数   | 人数   | 人数 | 人数     | 人数   | 人数   | 人数     | 人数 | 平均年齢 | 平均年齢 | 平均年齢 | 平均年齢 | 平均年齢 | 最年長     |
| 日時                                   | 事柄 | 増減 | スパガ | チキパ | GEM  | わーすた | スト生 | スト生 | 個人活動 | 合計 | スパガ   | チキパ   | GEM      | わーすた | スト生   | 最年長     |
| 日時                                   | 事柄 | 増減 | スパガ | チキパ | GEM  | わーすた | eスト  | wスト  | 個人活動 | 合計 | スパガ   | チキパ   | GEM      | わーすた | スト生   | 最年少     |
| -------------------------------------- | --- | ---- | ------ | ------ | ---- | -------- | ------ | ------ | -------- | ---- | -------- | -------- | -------- | -------- | -------- | ---------- |
| 2010年6月12日                          | SUPER☆GiRLS結成 | -    | 12人   | -      | -    | -        | -      | -      | -        | 12人 | 15.4歳   | -        | -        | -        | -        | 八坂沙織   |
| 2010年6月12日                          | SUPER☆GiRLS結成 | -    | 12人   | -      | -    | -        | -      | -      | -        | 12人 | 15.4歳   | -        | -        | -        | -        | 前島亜美   |
| 2011年6月12日                          | ストリート生お披露目 | +15  | 12人   | -      | -    | -        | 15人   | 15人   | -        | 27人 | 16.4歳   | -        | -        | -        | 13.8歳   | 同上       |
| 2011年6月12日                          | ストリート生お披露目 | +15  | 12人   | -      | -    | -        | 9人    | 6人    | -        | 27人 | 16.4歳   | -        | -        | -        | 13.8歳   | 鈴木真梨耶 |
| 2011年10月3日                          | 石神澪・坂元葉月・小鷹狩百花がストリート生として加入 | +3   | 12人   | -      | -    | -        | 18人   | 18人   | -        | 30人 | 16.7歳   | -        | -        | -        | 14.1歳   | 同上       |
| 2011年10月3日                          | 石神澪・坂元葉月・小鷹狩百花がストリート生として加入 | +3   | 12人   | -      | -    | -        | 9人    | 9人    | -        | 30人 | 16.7歳   | -        | -        | -        | 14.1歳   | 同上       |
| 2012年2月5日                           | 秋田恵里がSUPER☆GiRLSを卒業 | -1   | 11人   | -      | -    | -        | 18人   | 18人   | -        | 29人 | 16.9歳   | -        | -        | -        | 14.2歳   | 同上       |
| 2012年2月5日                           | 秋田恵里がSUPER☆GiRLSを卒業 | -1   | 11人   | -      | -    | -        | 9人    | 9人    | -        | 29人 | 16.9歳   | -        | -        | -        | 14.2歳   | 同上       |
| 2012年2月19日                          | ストリート生から選抜された9名によりCheeky Parade結成 菅野恵美里・山内夏星がストリート生を卒業 | -2   | 11人   | 9人    | -    | -        | 7人    | 7人    | -        | 27人 | 17.1歳   | 14.4歳   | -        | -        | 14.1歳   | 同上       |
| 2012年2月19日                          | ストリート生から選抜された9名によりCheeky Parade結成 菅野恵美里・山内夏星がストリート生を卒業 | -2   | 11人   | 9人    | -    | -        | 1人    | 6人    | -        | 27人 | 17.1歳   | 14.4歳   | -        | -        | 14.1歳   | 同上       |
| 2012年6月12日                          | iDOL Street第3期生 お披露目 | +29  | 11人   | 9人    | -    | -        | 36人   | 36人   | -        | 56人 | 17.3歳   | 14.9歳   | -        | -        | 14.1歳   | 同上       |
| 2012年6月12日                          | iDOL Street第3期生 お披露目 | +29  | 11人   | 9人    | -    | -        | 13人   | 23人   | -        | 56人 | 17.3歳   | 14.9歳   | -        | -        | 14.1歳   | 國安愛菜   |
| 2012年9月6日                           | 青木詠夢がストリート生を卒業 | -1   | 11人   | 9人    | -    | -        | 35人   | 35人   | -        | 55人 | 17.4歳   | 15.0歳   | -        | -        | 14.3歳   | 同上       |
| 2012年9月6日                           | 青木詠夢がストリート生を卒業 | -1   | 11人   | 9人    | -    | -        | 12人   | 23人   | -        | 55人 | 17.4歳   | 15.0歳   | -        | -        | 14.3歳   | 同上       |
| 2012年9月8日                           | 藤井睦・豊島あみ・仲村七海がストリート生を卒業 | -3   | 11人   | 9人    | -    | -        | 32人   | 32人   | -        | 52人 | 同上     | 同上     | -        | -        | 同上     | 同上       |
| 2012年9月8日                           | 藤井睦・豊島あみ・仲村七海がストリート生を卒業 | -3   | 11人   | 9人    | -    | -        | 11人   | 21人   | -        | 52人 | 同上     | 同上     | -        | -        | 同上     | 同上       |
| 2012年12月28日                         | 西山咲笑がストリート生を卒業 | -1   | 11人   | 9人    | -    | -        | 31人   | 31人   | -        | 51人 | 17.8歳   | 15.3歳   | -        | -        | 14.5歳   | 同上       |
| 2012年12月28日                         | 西山咲笑がストリート生を卒業 | -1   | 11人   | 9人    | -    | -        | 11人   | 20人   | -        | 51人 | 17.8歳   | 15.3歳   | -        | -        | 14.5歳   | 同上       |
| 2013年1月16日                          | 稼農楓がSUPER☆GiRLSを脱退 | -1   | 10人   | 9人    | -    | -        | 31人   | 31人   | -        | 50人 | 17.6歳   | 15.3歳   | -        | -        | 14.6歳   | 同上       |
| 2013年1月16日                          | 稼農楓がSUPER☆GiRLSを脱退 | -1   | 10人   | 9人    | -    | -        | 11人   | 20人   | -        | 50人 | 17.6歳   | 15.3歳   | -        | -        | 14.6歳   | 同上       |
| 2013年3月28日 - 4月7日                 | 門田詩織・國安愛菜・北玲名・永戸真優 がストリート生を卒業 第4期生 お披露目（第1弾） 5名がe-Street TOKYOへ移籍 大関凪がストリート生を卒業 | +2   | 10人   | 9人    | -    | -        | 33人   | 33人   | -        | 52人 | 18.1歳   | 15.6歳   | -        | -        | 14.9歳   | 同上       |
| 2013年3月28日 - 4月7日                 | 門田詩織・國安愛菜・北玲名・永戸真優 がストリート生を卒業 第4期生 お披露目（第1弾） 5名がe-Street TOKYOへ移籍 大関凪がストリート生を卒業 | +2   | 10人   | 9人    | -    | -        | 16人   | 17人   | -        | 52人 | 18.1歳   | 15.6歳   | -        | -        | 14.9歳   | 小玉梨々華 |
| 2013年5月3日 同年6月11日               | 第4期生公開（第2弾） 日本武道館でGEM正式メンバー発表 | +3   | 10人   | 9人    | 10人 | -        | 26人   | 26人   | -        | 55人 | 同上     | 15.9歳   | 15.6歳   | -        | 14.6歳   | 同上       |
| 2013年5月3日 同年6月11日               | 第4期生公開（第2弾） 日本武道館でGEM正式メンバー発表 | +3   | 10人   | 9人    | 10人 | -        | 12人   | 14人   | -        | 55人 | 同上     | 15.9歳   | 15.6歳   | -        | 14.6歳   | 尾澤ルナ   |
| 2013年7月2日 同年7月6日                | 第4期生公開（第3弾） 緒方ももがe-Street TOKYOへ移籍 菊地由花、塩田有彩、久保紗彩、金浜菜夏美、石神澪がストリート生を卒業 | +7   | 10人   | 9人    | 10人 | -        | 33人   | 33人   | -        | 62人 | 同上     | 同上     | 15.7歳   | -        | 13.8歳   | 同上       |
| 2013年7月2日 同年7月6日                | 第4期生公開（第3弾） 緒方ももがe-Street TOKYOへ移籍 菊地由花、塩田有彩、久保紗彩、金浜菜夏美、石神澪がストリート生を卒業 | +7   | 10人   | 9人    | 10人 | -        | 14人   | 19人   | -        | 62人 | 同上     | 同上     | 15.7歳   | -        | 13.8歳   | 同上       |
| 2014年1月26日 同年2月23日              | e-Street SENDAI（第5期生）お披露目 八坂沙織がSUPER☆GiRLSを卒業して個人活動へ 浅川梨奈、内村莉彩がストリート生からSUPER☆GiRLSへ加入 渡邉幸愛がSUPER☆GiRLSとして加入                                                                                                 | +8   | 12人   | 9人    | 10人 | -        | 38人   | 38人   | 1人      | 70人 | 17.3歳   | 16.5歳   | 16.4歳   | -        | 14.6歳   | 同上       |
| 2014年1月26日 同年2月23日              | e-Street SENDAI（第5期生）お披露目 八坂沙織がSUPER☆GiRLSを卒業して個人活動へ 浅川梨奈、内村莉彩がストリート生からSUPER☆GiRLSへ加入 渡邉幸愛がSUPER☆GiRLSとして加入                                                                                                 | +8   | 12人   | 9人    | 10人 | -        | 19人   | 19人   | 1人      | 70人 | 17.3歳   | 16.5歳   | 16.4歳   | -        | 14.6歳   | 沓掛真珠   |
| 2014年3月30日 同年4月1日               | 浅野由来音、後藤沙彩、長田美成がストリート生を卒業 米満梨湖がe-Street TOKYOへ移籍 | -3   | 12人   | 9人    | 10人 | -        | 35人   | 35人   | 1人      | 67人 | 17.4歳   | 同上     | 同上     | -        | 同上     | 同上       |
| 2014年3月30日 同年4月1日               | 浅野由来音、後藤沙彩、長田美成がストリート生を卒業 米満梨湖がe-Street TOKYOへ移籍 | -3   | 12人   | 9人    | 10人 | -        | 20人   | 15人   | 1人      | 67人 | 17.4歳   | 同上     | 同上     | -        | 同上     | 同上       |
| 2014年4月23日 同年5月2日               | 第6期生 お披露目 | +4   | 12人   | 9人    | 10人 | -        | 39人   | 39人   | 1人      | 71人 | 同上     | 16.6歳   | 16.5歳   | -        | 14.5歳   | 同上       |
| 2014年4月23日 同年5月2日               | 第6期生 お披露目 | +4   | 12人   | 9人    | 10人 | -        | 20人   | 19人   | 1人      | 71人 | 同上     | 16.6歳   | 16.5歳   | -        | 14.5歳   | 同上       |
| 2014年9月30日                          | 中島亜純、吉橋亜理砂、石川桃子、傍士聖海、森美月がストリート生を卒業 緒方もも、加藤里保菜がストリート生を卒業して個人活動へ | -7   | 12人   | 9人    | 10人 | -        | 32人   | 32人   | 1人      | 64人 | 17.8歳   | 17.3歳   | 16.8歳   | -        | 同上     | 同上       |
| 2014年9月30日                          | 中島亜純、吉橋亜理砂、石川桃子、傍士聖海、森美月がストリート生を卒業 緒方もも、加藤里保菜がストリート生を卒業して個人活動へ | -7   | 12人   | 9人    | 10人 | -        | 16人   | 16人   | 1人      | 64人 | 17.8歳   | 17.3歳   | 16.8歳   | -        | 同上     | 同上       |
| 2014年10月1日 同年10月10日             | 第7期生 お披露目 | +4   | 12人   | 9人    | 10人 | -        | 36人   | 36人   | 1人      | 68人 | 同上     | 同上     | 16.9歳   | -        | 14.4歳   | 同上       |
| 2014年10月1日 同年10月10日             | 第7期生 お披露目 | +4   | 12人   | 9人    | 10人 | -        | 19人   | 17人   | 1人      | 68人 | 同上     | 同上     | 16.9歳   | -        | 14.4歳   | 同上       |
| 2015年2月24日                          | 河合彩華がストリート生を卒業 | -1   | 12人   | 9人    | 10人 | -        | 35人   | 35人   | 1人      | 67人 | 18.2歳   | 17.5歳   | 17.4歳   | -        | 14.7歳   | 同上       |
| 2015年2月24日                          | 河合彩華がストリート生を卒業 | -1   | 12人   | 9人    | 10人 | -        | 19人   | 16人   | 1人      | 67人 | 18.2歳   | 17.5歳   | 17.4歳   | -        | 14.7歳   | 同上       |
| 2015年3月27日 - 4月1日                 | 緒方ももがhanarichuを卒業 後藤彩がSUPER☆GiRLSを卒業 吉本ほのかがストリート生を卒業して個人活動へ 栗村風香、高橋彩花、金城成美、米満梨湖、宮本夏花、立石愛由子がストリート生を卒業 ストリート生から選抜された5名によりわーすた結成 木戸口桜子がe-Street TOKYOへ移籍 | -8   | 11人   | 9人    | 10人 | 5人      | 23人   | 23人   | 1人      | 59人 | 18.4歳   | 同上     | 同上     | 14.8歳   | 14.3歳   | 同上       |
| 2015年3月27日 - 4月1日                 | 緒方ももがhanarichuを卒業 後藤彩がSUPER☆GiRLSを卒業 吉本ほのかがストリート生を卒業して個人活動へ 栗村風香、高橋彩花、金城成美、米満梨湖、宮本夏花、立石愛由子がストリート生を卒業 ストリート生から選抜された5名によりわーすた結成 木戸口桜子がe-Street TOKYOへ移籍 | -8   | 11人   | 9人    | 10人 | 5人      | 13人   | 10人   | 1人      | 59人 | 18.4歳   | 同上     | 同上     | 14.8歳   | 14.3歳   | 同上       |
| 2015年7月12日 同年8月7日               | 第8期生 お披露目 hanarichu活動終了 | +12  | 11人   | 9人    | 10人 | 5人      | 35人   | 35人   | 1人      | 71人 | 18.7歳   | 17.9歳   | 17.7歳   | 15.0歳   | 14.1歳   | 同上       |
| 2015年7月12日 同年8月7日               | 第8期生 お披露目 hanarichu活動終了 | +12  | 11人   | 9人    | 10人 | 5人      | 18人   | 17人   | 1人      | 71人 | 18.7歳   | 17.9歳   | 17.7歳   | 15.0歳   | 14.1歳   | 猪子れいあ |
| 2015年9月19日 - 9月23日 2015年10月19日 | 三谷優依、山﨑詠万、松脇朱里がストリート生を卒業 横野すみれ お披露目 | -2   | 11人   | 9人    | 10人 | 5人      | 33人   | 33人   | 1人      | 69人 | 19.0歳   | 18.3歳   | 17.9歳   | 15.6歳   | 14.3歳   | 同上       |
| 2015年9月19日 - 9月23日 2015年10月19日 | 三谷優依、山﨑詠万、松脇朱里がストリート生を卒業 横野すみれ お披露目 | -2   | 11人   | 9人    | 10人 | 5人      | 16人   | 17人   | 1人      | 69人 | 19.0歳   | 18.3歳   | 17.9歳   | 15.6歳   | 14.3歳   | 同上       |
| 2016年3月21日 - 3月28日                | 工藤夢心、田中風華、遠藤美沙、沖本里緒、北島真由、音嶋莉沙、隈本茉莉奈、蓮見優花がストリート生を卒業 | -8   | 11人   | 9人    | 10人 | 5人      | 25人   | 25人   | 1人      | 61人 | 19.5歳   | 18.6歳   | 18.4歳   | 15.8歳   | 14.2歳   | 同上       |
| 2016年3月21日 - 3月28日                | 工藤夢心、田中風華、遠藤美沙、沖本里緒、北島真由、音嶋莉沙、隈本茉莉奈、蓮見優花がストリート生を卒業 | -8   | 11人   | 9人    | 10人 | 5人      | 13人   | 12人   | 1人      | 61人 | 19.5歳   | 18.6歳   | 18.4歳   | 15.8歳   | 14.2歳   | 同上       |
| 2016年6月25日 2016年6月30日            | 勝田梨乃、荒井玲良がSUPER☆GiRLSを卒業 木戸口桜子、尾澤ルナ、阿部夢梨、長尾しおりがストリート生からSUPER☆GiRLSへ加入 石橋蛍がSUPER☆GiRLSとして加入 野口もなみ、西田ひらりがGEMとして加入 谷垣楓がストリート生を卒業                                                 | ±0   | 14人   | 9人    | 12人 | 5人      | 20人   | 20人   | 1人      | 61人 | 17.3歳   | 18.9歳   | 18.0歳   | 16.0歳   | 14.5歳   | 同上       |
| 2016年6月25日 2016年6月30日            | 勝田梨乃、荒井玲良がSUPER☆GiRLSを卒業 木戸口桜子、尾澤ルナ、阿部夢梨、長尾しおりがストリート生からSUPER☆GiRLSへ加入 石橋蛍がSUPER☆GiRLSとして加入 野口もなみ、西田ひらりがGEMとして加入 谷垣楓がストリート生を卒業                                                 | ±0   | 14人   | 9人    | 12人 | 5人      | 10人   | 10人   | 1人      | 61人 | 17.3歳   | 18.9歳   | 18.0歳   | 16.0歳   | 14.5歳   | 同上       |
| 2016年7月31日 2016年8月31日            | 八坂沙織がエイベックス・ヴァンガードとの専属契約終了 野口もなみがGEMを脱退 | -2   | 14人   | 9人    | 11人 | 5人      | 20人   | 20人   | -        | 59人 | 17.4歳   | 19.0歳   | 18.5歳   | 16.2歳   | 14.7歳   | 志村理佳   |
| 2016年7月31日 2016年8月31日            | 八坂沙織がエイベックス・ヴァンガードとの専属契約終了 野口もなみがGEMを脱退 | -2   | 14人   | 9人    | 11人 | 5人      | 10人   | 10人   | -        | 59人 | 17.4歳   | 19.0歳   | 18.5歳   | 16.2歳   | 14.7歳   | 同上       |
| 2016年9月11日 - 9月29日                | 横山奈央、吉田恵、奥山紗菜、神崎麗、月山京香、中山みなみ、木下菜乃がストリート生を卒業 | -7   | 14人   | 9人    | 11人 | 5人      | 13人   | 13人   | -        | 52人 | 17.4歳   | 19.3歳   | 18.5歳   | 16.4歳   | 14.5歳   | 同上       |
| 2016年9月11日 - 9月29日                | 横山奈央、吉田恵、奥山紗菜、神崎麗、月山京香、中山みなみ、木下菜乃がストリート生を卒業 | -7   | 14人   | 9人    | 11人 | 5人      | 8人    | 5人    | -        | 52人 | 17.4歳   | 19.3歳   | 18.5歳   | 16.4歳   | 14.5歳   | 同上       |
| 2016年10月17日                         | 森川莉央がストリート生を卒業 | -1   | 14人   | 9人    | 11人 | 5人      | 12人   | 12人   | -        | 51人 | 17.6歳   | 19.3歳   | 18.6歳   | 16.6歳   | 14.4歳   | 同上       |
| 2016年10月17日                         | 森川莉央がストリート生を卒業 | -1   | 14人   | 9人    | 11人 | 5人      | 8人    | 4人    | -        | 51人 | 17.6歳   | 19.3歳   | 18.6歳   | 16.6歳   | 14.4歳   | 同上       |
| 2017年3月26日 - 3月28日 2017年3月31日  | 沓掛真珠、前田晴香、横尾紗千、若松愛里、井柳華乃、中山穗乃楓、日紫喜聖琉がストリート生を卒業 前島亜美がSUPER☆GiRLSを卒業 | -8   | 13人   | 9人    | 11人 | 5人      | 5人    | 5人    | -        | 43人 | 18.0歳   | 19.6歳   | 19.0歳   | 16.8歳   | 15.2歳   | 同上       |
| 2017年3月26日 - 3月28日 2017年3月31日  | 沓掛真珠、前田晴香、横尾紗千、若松愛里、井柳華乃、中山穗乃楓、日紫喜聖琉がストリート生を卒業 前島亜美がSUPER☆GiRLSを卒業 | -8   | 13人   | 9人    | 11人 | 5人      | 4人    | 1人    | -        | 43人 | 18.0歳   | 19.6歳   | 19.0歳   | 16.8歳   | 15.2歳   | 同上       |
| 2017年6月9日                           | 溝呂木世蘭、小鷹狩百花がCheeky Paradeを卒業 | -2   | 13人   | 7人    | 11人 | 5人      | 5人    | 5人    | -        | 41人 | 18.2歳   | 20.0歳   | 19.2歳   | 17.0歳   | 15.6歳   | 同上       |
| 2017年6月9日                           | 溝呂木世蘭、小鷹狩百花がCheeky Paradeを卒業 | -2   | 13人   | 7人    | 11人 | 5人      | 4人    | 1人    | -        | 41人 | 18.2歳   | 20.0歳   | 19.2歳   | 17.0歳   | 15.6歳   | 同上       |
| 2017年8月10日                          | 猪子れいあ、井村萌々花、荒川沙奈、武井紗聖、横野すみれがストリート生を卒業 | -5   | 13人   | 7人    | 11人 | 5人      | -      | -      | -        | 36人 | 18.5歳   | 20.1歳   | 19.4歳   | 同上     | -        | 同上       |
| 2017年8月10日                          | 猪子れいあ、井村萌々花、荒川沙奈、武井紗聖、横野すみれがストリート生を卒業 | -5   | 13人   | 7人    | 11人 | 5人      | -      | -      | -        | 36人 | 18.5歳   | 20.1歳   | 19.4歳   | 同上     | -        | 長尾しおり |
| 2017年9月30日                          | 木戸口桜子がSUPER☆GiRLSを卒業 | -1   | 12人   | 7人    | 11人 | 5人      | -      | -      | -        | 35人 | 18.6歳   | 20.7歳   | 19.5歳   | 17.4歳   | -        | 同上       |
| 2017年9月30日                          | 木戸口桜子がSUPER☆GiRLSを卒業 | -1   | 12人   | 7人    | 11人 | 5人      | -      | -      | -        | 35人 | 18.6歳   | 20.7歳   | 19.5歳   | 17.4歳   | -        | 同上       |
| 2018年1月31日                          | 尾澤ルナがSUPER☆GiRLSを卒業 | -1   | 11人   | 7人    | 11人 | 5人      | -      | -      | -        | 34人 | 19.2歳   | 20.7歳   | 20.0歳   | 17.6歳   | -        | 同上       |
| 2018年1月31日                          | 尾澤ルナがSUPER☆GiRLSを卒業 | -1   | 11人   | 7人    | 11人 | 5人      | -      | -      | -        | 34人 | 19.2歳   | 20.7歳   | 20.0歳   | 17.6歳   | -        | 同上       |
| 2018年3月31日                          | 田中美麗がSUPER☆GiRLSを卒業 GEM解散 | -12  | 10人   | 7人    | -    | 5人      | -      | -      | -        | 22人 | 19.3歳   | 20.9歳   | -        | 17.8歳   | -        | 同上       |
| 2018年3月31日                          | 田中美麗がSUPER☆GiRLSを卒業 GEM解散 | -12  | 10人   | 7人    | -    | 5人      | -      | -      | -        | 22人 | 19.3歳   | 20.9歳   | -        | 17.8歳   | -        | 同上       |
| 2018年6月24日                          | 志村理佳がSUPER☆GiRLSを卒業 | -1   | 9人    | 7人    | -    | 5人      | -      | -      | -        | 21人 | 19.0歳   | 21.1歳   | -        | 18.0歳   | -        | 渡邉ひかる |
| 2018年6月24日                          | 志村理佳がSUPER☆GiRLSを卒業 | -1   | 9人    | 7人    | -    | 5人      | -      | -      | -        | 21人 | 19.0歳   | 21.1歳   | -        | 18.0歳   | -        | 同上       |
| 2018年7月31日                          | Cheeky Parade解散 | -7   | 9人    | -      | -    | 5人      | -      | -      | -        | 14人 | 19.1歳   | -        | -        | 同上     | -        | 同上       |
| 2018年7月31日                          | Cheeky Parade解散 | -7   | 9人    | -      | -    | 5人      | -      | -      | -        | 14人 | 19.1歳   | -        | -        | 同上     | -        | 同上       |
| 2018年12月19日                         | 金澤有希、石丸千賀、坂林佳奈、井上真由子、門林有羽、樋口なづな、松本愛花がSUPER☆GiRLSとして加入 | +7   | 16人   | -      | -    | 5人      | -      | -      | -        | 21人 | 19.7歳   | -        | -        | 18.6歳   | -        | 金澤有希   |
| 2018年12月19日                         | 金澤有希、石丸千賀、坂林佳奈、井上真由子、門林有羽、樋口なづな、松本愛花がSUPER☆GiRLSとして加入 | +7   | 16人   | -      | -    | 5人      | -      | -      | -        | 21人 | 19.7歳   | -        | -        | 18.6歳   | -        | 同上       |
| 2019年1月11日                          | 渡邉ひかる、宮崎理奈、溝手るか、浅川梨奈、内村莉彩がSUPER☆GiRLSを卒業 | -5   | 11人   | -      | -    | 5人      | -      | -      | -        | 16人 | 19.0歳   | -        | -        | 18.6歳   | -        | 同上       |
| 2019年1月11日                          | 渡邉ひかる、宮崎理奈、溝手るか、浅川梨奈、内村莉彩がSUPER☆GiRLSを卒業 | -5   | 11人   | -      | -    | 5人      | -      | -      | -        | 16人 | 19.0歳   | -        | -        | 18.6歳   | -        | 同上       |
| 2019年12月31日                         | 石橋蛍がSUPER☆GiRLSを卒業 | -1   | 10人   | -      | -    | 5人      | -      | -      | -        | 15人 | 20.3歳   | -        | -        | 19.6歳   | -        | 同上       |
| 2019年12月31日                         | 石橋蛍がSUPER☆GiRLSを卒業 | -1   | 10人   | -      | -    | 5人      | -      | -      | -        | 15人 | 20.3歳   | -        | -        | 19.6歳   | -        | 同上       |
| 2020年12月31日                         | 石丸千賀がSUPER☆GiRLSを卒業 | -1   | 9人    | -      | -    | 5人      | -      | -      | -        | 14人 | 21.0歳   | -        | -        | 20.6歳   | -        | 同上       |
| 2020年12月31日                         | 石丸千賀がSUPER☆GiRLSを卒業 | -1   | 9人    | -      | -    | 5人      | -      | -      | -        | 14人 | 21.0歳   | -        | -        | 20.6歳   | -        | 同上       |
| 2021年6月12日                          | 萩田帆風、竹内ななみ、田中想がSUPER☆GiRLSとして加入 | +3   | 12人   | -      | -    | 5人      | -      | -      | -        | 17人 | 20.4歳   | -        | -        | 21.0歳   | -        | 同上       |
| 2021年6月12日                          | 萩田帆風、竹内ななみ、田中想がSUPER☆GiRLSとして加入 | +3   | 12人   | -      | -    | 5人      | -      | -      | -        | 17人 | 20.4歳   | -        | -        | 21.0歳   | -        | 田中想     |
| 2021年6月30日                          | 渡邉幸愛、松本愛花がSUPER☆GiRLSを卒業 | -2   | 10人   | -      | -    | 5人      | -      | -      | -        | 15人 | 20.3歳   | -        | -        | 21.0歳   | -        | 同上       |
| 2021年6月30日                          | 渡邉幸愛、松本愛花がSUPER☆GiRLSを卒業 | -2   | 10人   | -      | -    | 5人      | -      | -      | -        | 15人 | 20.3歳   | -        | -        | 21.0歳   | -        | 同上       |
| 2021年12月31日                         | 井上真由子がSUPER☆GiRLSを卒業 坂元葉月がわーすたを卒業 | -2   | 9人    | -      | -    | 4人      | -      | -      | -        | 13人 | 20.7歳   | -        | -        | 21.3歳   | -        | 同上       |
| 2021年12月31日                         | 井上真由子がSUPER☆GiRLSを卒業 坂元葉月がわーすたを卒業 | -2   | 9人    | -      | -    | 4人      | -      | -      | -        | 13人 | 20.7歳   | -        | -        | 21.3歳   | -        | 同上       |
| 2023年1月29日                          | 鎌田彩樺、柏綾菜、河村果歩、櫻井陽夏、羽渕花恋がSUPER☆GiRLSとして加入 | +5   | 14人   | -      | -    | 4人      | -      | -      | -        | 18人 | 21.8歳   | -        | -        | 22.3歳   | -        | 同上       |
| 2023年1月29日                          | 鎌田彩樺、柏綾菜、河村果歩、櫻井陽夏、羽渕花恋がSUPER☆GiRLSとして加入 | +5   | 14人   | -      | -    | 4人      | -      | -      | -        | 18人 | 21.8歳   | -        | -        | 22.3歳   | -        | 羽渕花恋   |
| 2023年2月15日                          | 長尾しおり、金澤有希、樋口なづながSUPER☆GiRLSを卒業 | -3   | 11人   | -      | -    | 4人      | -      | -      | -        | 15人 | 18.7歳   | -        | -        | 22.3歳   | -        | 坂林佳奈   |
| 2023年2月15日                          | 長尾しおり、金澤有希、樋口なづながSUPER☆GiRLSを卒業 | -3   | 11人   | -      | -    | 4人      | -      | -      | -        | 15人 | 18.7歳   | -        | -        | 22.3歳   | -        | 同上       |
| 2023年12月31日                         | 阿部夢梨がSUPER☆GiRLSを卒業 | -1   | 10人   | -      | -    | 4人      | -      | -      | -        | 14人 | 19.5歳   | -        | -        | 23.3歳   | -        | 同上       |
| 2023年12月31日                         | 阿部夢梨がSUPER☆GiRLSを卒業 | -1   | 10人   | -      | -    | 4人      | -      | -      | -        | 14人 | 19.5歳   | -        | -        | 23.3歳   | -        | 同上       |
| 2024年2月29日                          | 萩田帆風がSUPER☆GiRLSを卒業 | -1   | 9人    | -      | -    | 4人      | -      | -      | -        | 13人 | 19.3歳   | -        | -        | 23.3歳   | -        | 同上       |
| 2024年2月29日                          | 萩田帆風がSUPER☆GiRLSを卒業 | -1   | 9人    | -      | -    | 4人      | -      | -      | -        | 13人 | 19.3歳   | -        | -        | 23.3歳   | -        | 同上       |
| 2024年12月31日                         | 羽渕花恋がSUPER☆GiRLSを脱退 | -1   | 8人    | -      | -    | 4人      | -      | -      | -        | 12人 | 20.8歳   | -        | -        | 24.3歳   | -        | 同上       |
| 2024年12月31日                         | 羽渕花恋がSUPER☆GiRLSを脱退 | -1   | 8人    | -      | -    | 4人      | -      | -      | -        | 12人 | 20.8歳   | -        | -        | 24.3歳   | -        | 櫻井陽夏   |

※eスト：e-Street、wスト：w-Street。

### SUPER☆GiRLS
2010年6月12日結成。同年12月22日、avexアイドル専門レーベル「iDOL Street」の第1弾アーティストとしてアルバム『超絶少女』でデビュー。

### Cheeky Parade
2012年2月19日結成。2013年1月9日、レーベルの第2弾アーティストとしてシングル「BUNBUN NINE9’」でデビュー。2018年7月31日解散。

### GEM
2013年6月11日結成。2014年1月1日、レーベルの第3弾アーティストとしてシングル「We're GEM!」でデビュー。2018年3月31日解散。

### わーすた
2015年3月29日結成。2016年5月4日、レーベルの第4弾アーティストとしてアルバム『The World Standard』でデビュー。

### ストリート生
ストリート生（ストリートせい）は、iDOL Streetからメジャーデビューを目指す候補生。略称はスト生。
2011年6月12日に「e-Street」（イーストリート）と「w-Street」（ウエストリート）の東西2地区のメンバーがお披露目され、2012年6月12日より下記のチームに分かれて活動していた。
| 期間                          | e-Street                                                  | e-Street                                                             | e-Street                                                      | w-Street                                                  | w-Street                                                  | w-Street                                                      |
| 期間                          | 北海道地区                                                | 東北地区                                                             | 関東地区                                                      | 中部地区                                                  | 関西地区                                                  | 九州地区                                                      |
| ----------------------------- | --------------------------------------------------------- | -------------------------------------------------------------------- | ------------------------------------------------------------- | --------------------------------------------------------- | --------------------------------------------------------- | ------------------------------------------------------------- |
| 2012年6月12日 - 2013年8月2日  | e-Street SAPPORO (イーストリートサッポロ)                 |                                                                      | e-Street TOKYO (イーストリートトーキョー)                     | w-Street NAGOYA (ウエストリートナゴヤ)                    | w-Street OSAKA (ウエストリートオオサカ)                   | w-Street FUKUOKA (ウエストリートフクオカ)                     |
| 2013年8月3日 - 2015年3月31日  | サッポロ Snow♥Loveits (サッポロスノーラビッツ)            | SENDAI Twinkle☆moon (センダイトゥインクルムーン) (2014年1月26日発足) | TOKYO TORiTSU これで委員会 (トーキョートリツこれでいいんかい) | NAGOYA Chubu （ナゴヤチューブ）                           | 大阪 DAIZY7 (おおさかデイジーセブン)                      | FUKUOKA はかたみにょん★ (フクオカはかたみにょん)              |
| 2015年4月1日 - 2015年7月31日  | e-Street'15として活動                                     | e-Street'15として活動                                                | e-Street'15として活動                                         | w-Street'15として活動                                     | w-Street'15として活動                                     | w-Street'15として活動                                         |
| 2015年8月1日 - 2016年9月30日  | サッポロ Snow♥Loveits (サッポロスノーラビッツ)            | SENDAI Twinkle☆moon (センダイトゥインクルムーン)                     | トーキョー夢ぴよ組 (トーキョーゆめぴよぐみ)                   | なごやちゅ〜ぶ♥ (なごやちゅーぶ)                          | OSAKA ラピラーズ (オオサカ ラピラーズ)                    | FUKUOKA はかたみにょんsweet★ (フクオカはかたみにょんスイート) |
| 2016年10月1日 - 2017年3月31日 | すとゅらみっChu SS(すとゅらみっちゅ スーパーズ)として活動 | すとゅらみっChu SS(すとゅらみっちゅ スーパーズ)として活動            | すとゅらみっChu SS(すとゅらみっちゅ スーパーズ)として活動     | すとゅらみっChu SS(すとゅらみっちゅ スーパーズ)として活動 | すとゅらみっChu SS(すとゅらみっちゅ スーパーズ)として活動 | すとゅらみっChu SS(すとゅらみっちゅ スーパーズ)として活動     |

2017年4月以降、ストリート生は5人だけとなり、主だった活動が「iDOL Street 絶対!アイドル道」の放送、「スト生!放送部」の配信、および横野の舞台出演程度となっていた。そして、2017年8月10日をもって残った5人も全員卒業し、「ストリート生」制度は終了した。
SUPER☆GiRLS（1期生）と比べ、エイベックス・アーティストアカデミー出身者も多い。
衣装は当初2期生(2期追加含む)がオレンジ色の、3期生が赤色のポロシャツだった。その後、地域ごとのチームカラーに沿った衣装が用意され、2012年7月の『SUPER☆GiRLSフルバトル公演2012 夏〜今年はちょっと押さえ気味!?4日間連続でプリプリしちゃった後の投げキッスはたまらないっ!〜』で公開された。またスカートは、2期生が紺色、3期生が灰色、4期生が青、5期生が赤、6期生が茶色、7期生がピンクを、それぞれ基調にしたデザインになっている。8期生加入以降はこれまでの制服風の衣装からGirls Street 2020のクリエーターの手による新しい衣装になった。
余談だが、2015年に開催された「iDOL Street5周年記念 日本列島縦断の旅 〜歩み続ける少女たち〜」でSUPER☆GiRLSは「MAX!乙女心」のMVで着ていた紺色のポロシャツを着用する場面があったが、3期生の浅川と内村は赤色ではなく紺色のポロシャツを着用していた。

#### ストリート生選抜
2013年12月22日に開催された「iDOL Street Carnival 2013 WINTER X'mas Special 〜これが私のアイドル道〜」以降、各地区からメンバーを選抜してユニットを組むケースがある。大きく分けると
- iDOL Street Carnivalに参加するストリート生代表としてのストリート生選抜
- 夏のアイドルフェスに参加するために結成されるスペシャルユニットとしてのストリート生選抜

の2つに分けられる。前者は特に専用の衣装が用意されることもなく、自分が所属している地区の衣装を着て出演するのに対し、後者は専用の衣装が用意され、2016年はさらにユニット名が設定されオリジナル曲まで用意されている。
2017年8月10日のストリート生制度終了までに、GEM正式メンバー決定以降にストリート生からメジャーグループに昇格したメンバーは、SUPER☆GiRLSの浅川・内村・木戸口・尾澤・阿部・長尾と、わーすたの坂元・廣川・松田・小玉・三品の計11人いるが、全員少なくとも1回はストリート生選抜に選ばれている。一方で何度もストリート生選抜に選ばれているにもかかわらずメジャーグループに昇格できずにストリート生を卒業するメンバーもいるのも事実である。
| 公演日                                  | 公演名                                                                  | ユニット名      | メンバー                                                                                               |
| 2013年                                  | 2013年                                                                  | 2013年          | 2013年                                                                                                 |
| --------------------------------------- | ----------------------------------------------------------------------- | --------------- | --- |
| 12月22日                                | iDOL Street Carnival 2013 WINTER X'mas Special 〜これが私のアイドル道〜 | 選抜メンバー    | 木戸口・工藤・小玉・横山・吉本・浅川・内村・緒方・加藤・金城・石川・尾澤・河合・坂元・傍士・松田・廣川 |
| 2014年                                  |                                                                         |                 | |
| 7月21日                                 | SEKIGAHARA IDOL WARS 2014 〜関ヶ原唄姫合戦〜                            | e-Street選抜    | 木戸口・小玉・沓掛・山﨑・加藤                                                                         |
| 8月2日                                  | TOKYO IDOL FESTIVAL 2014                                                | e-Street選抜    | 木戸口・小玉・沓掛・山﨑・加藤                                                                         |
| 8月14日                                 | a-nation island powered by inゼリー                                     | e-Street選抜    | 木戸口・小玉・沓掛・山﨑・加藤                                                                         |
| 8月31日                                 | @JAM EXPO 2014                                                          | e-Street選抜    | 木戸口・小玉・沓掛・山﨑・加藤                                                                         |
| 8月2日                                  | TOKYO IDOL FESTIVAL 2014                                                | w-Street選抜    | 井柳・河合・三品・松田・木下・廣川                                                                     |
| 8月14日                                 | a-nation island powered by inゼリー                                     | w-Street選抜    | 井柳・河合・三品・松田・木下・廣川                                                                     |
| 8月31日                                 | @JAM EXPO 2014                                                          | w-Street選抜    | 井柳・河合・三品・松田・木下・廣川                                                                     |
| 2015年                                  |                                                                         |                 | |
| 1月10日                                 | SUPER☆GiRLS LIVE 2015                                                   | 選抜メンバー    | 沓掛・高橋・田中・前田・荒川・遠藤・金城・松脇・米満・沖本・河合・三品                                 |
| 4月29日                                 | iDOL Street Carnival 2015 〜GOLDEN PARADE!!!!!〜                        | 選抜メンバー    | 工藤・沓掛・遠藤・木戸口・井柳・北島・木下                                                             |
| 7月5日                                  | アイドル横丁夏まつり!!〜2015〜                                          | e-Street'15選抜 | 横山・田中・吉田・遠藤・木戸口・松脇・若松                                                             |
| 7月20日                                 | SEKIGAHARA IDOL WARS 2015 〜関ケ原唄姫合戦〜                            | w-Street'15選抜 | 井柳・沖本・尾澤・北島・月山・三谷・隈本                                                               |
| 8月3日                                  | IDOL NATION × TOKYO IDOL FESTIVAL 〜KOO MEETS IDOL KOO輩 大集合!〜      | 選抜メンバー    | 山崎・阿部・遠藤・木戸口・沖本・月山・蓮見                                                             |
| 8月29日                                 | @JAM EXPO 2015                                                          | e-Street'15選抜 | 工藤・前田・山﨑・吉田・阿部・木戸口・若松                                                             |
| 8月29日                                 | @JAM EXPO 2015                                                          | w-Street'15選抜 | 井柳・長尾・月山・森川・中山・木下・蓮見                                                               |
| 2016年                                  |                                                                         |                 | |
| 1月17日                                 | iDOL Street Carnival 2016〜新春!開運!歌祭り!〜                          | 選抜メンバー    | 工藤・横山・沓掛・阿部・木戸口・井柳・北島・森川・木下 (出演)                                          |
| 1月17日                                 | iDOL Street Carnival 2016〜新春!開運!歌祭り!〜                          | 選抜メンバー    | 前田・荒川・遠藤・若松・尾澤 (物販)                                                                    |
| 7月2日・3日                             | アイドル横丁夏まつり!!〜2016〜                                          | さますと        | 猪子・吉田・横尾・井柳・横野                                                                           |
| 7月22日                                 | 関ケ原唄姫合戦〜前夜祭〜IN尾張                                          | さますと        | 猪子・吉田・横尾・井柳・横野                                                                           |
| 7月23日・24日                           | SEKIGAHARA IDOL WARS 2016 〜関ヶ原唄姫合戦〜                            | さますと        | 猪子・吉田・横尾・井柳・横野                                                                           |
| 8月3日                                  | a-nation island                                                         | さますと        | 猪子・吉田・横尾・井柳・横野                                                                           |
| 8月5日・6日                             | TOKYO IDOL FESTIVAL 2016                                                | さますと        | 猪子・吉田・横尾・井柳・横野                                                                           |
| 8月13日                                 | アイドル甲子園 SUMMER FESTIVAL 2016                                     | さますと        | 猪子・吉田・横尾・井柳・横野                                                                           |
| 9月4日                                  | IDOLidge FUKUOKA-アイドリッジ福岡-                                      | さますと        | 猪子・吉田・横尾・井柳・横野                                                                           |
| 9月24日・25日                           | @JAM×ナタリー EXPO 2016                                                 | さますと        | 猪子・吉田・横尾・井柳・横野                                                                           |
| 7月18日・25日・8月1日・ 8日・15日・29日 | デビュー直前アイドル5組新人公演2016〜真夏のシンデレラたち〜             | すとゅらみっChu | 井村・沓掛・荒川・井柳・森川・木下                                                                     |
| 9月4日                                  | IDOLidge FUKUOKA-アイドリッジ福岡-                                      | すとゅらみっChu | 井村・沓掛・荒川・井柳・森川・木下                                                                     |
| 9月24日                                 | @JAM×ナタリー EXPO 2016                                                 | すとゅらみっChu | 井村・沓掛・荒川・井柳・森川・木下                                                                     |

注：太字はストリート生からメジャーグループに昇格したメンバー

### すとゅらみっChu SS
すとゅらみっChu SS(すとゅらみっチュ スーパーズ)は、2016年10月24日から2017年3月13日までAKIBAカルチャーズ劇場で開催された『すとゅらみっChu SS 定期公演 〜walk around the idol street〜』に出演するために組まれたユニットである。
この公演は、2016年7月18日から8月29日までAKIBAカルチャーズ劇場で開催された『デビュー直前アイドル5組新人公演 〜真夏のシンデレラたち〜 2016』で、すとゅらみっChuが1位になったことで出演権を得たものだった。しかし、実際は2016年10月以降もストリート生として活動を続けることになった13名ですとゅらみっChu SSというユニットとし、さらに、すとゅらみっChu StarsとすとゅらみっChu Sunsの2つのユニットに分けて交互に出演させることになった。すとゅらみっChu SSとして隔週月曜日に公演を行ったので、各ユニットは事実上月1回のペースで公演を行った。なお、13名のうち井柳は当初から参加しないことがアナウンスされ、森川は定期公演開始前にストリート生を卒業したため、すとゅらみっChu SSは事実上11名で活動した。
すとゅらみっChu Starsはさますとのメンバーを軸に結成。胸にリボンを付けている。すとゅらみっChu SunsはすとゅらみっChuのメンバーを軸に結成。胸に小さなネクタイを付けている。
荒川は両ユニットに参加。井柳はどちらのユニットにも参加しなかった。森川はすとゅらみっChu Sunsにエントリーされていたが公演開始前にストリート生を卒業した。
| 公演日                                                      | 公演名                                                      | ユニット名            | メンバー                                 |
| ----------------------------------------------------------- | ----------------------------------------------------------- | --------------------- | ---------------------------------------- |
| 2016年10月24日・11月21日・12月19日・ 2017年2月13日・3月13日 | すとゅらみっChu SS 定期公演 〜walk around the idol street〜 | すとゅらみっChu Stars | 猪子・前田・荒川・横尾・若松・中山・横野 |
| 2016年11月7日・12月5日・ 2017年1月30日・2月27日             | すとゅらみっChu SS 定期公演 〜walk around the idol street〜 | すとゅらみっChu Suns  | 井村・沓掛・荒川・武井・日紫喜・(森川)   |

#### すとゅらみっChu SS 定期公演 個人MVP
2016年11月7日の公演から個人MVP企画が始まった。これは前売券を購入して参加した来場者を対象にその公演で気に入ったメンバーに投票してもらい、
2017年3月13日の公演までの全8公演(両ユニットとも4公演づつ)が終了した時点で最も得票数が多かったメンバーを個人MVPとするものであった。ただし、荒川は両ユニットに参加していたので合計を2で割った値を得票数とした。
結果は3月26日に行われた「ストリート生 2016年度 全校集会」で発表された。
MVP順位
1.武井 2.若松 3.横野 4.沓掛 5.井村 6.荒川 7.猪子 8.前田 9.中山 10.日紫喜 11.横尾
MVPに選ばれた武井は単独ファンイベントを3月28日に秋葉原 Pigooスタジオで開催した。また、「iDOL Street 絶対!アイドル道」でのセルフプロデュース企画の放送権を得た。

### hanarichu
hanarichu（ハナリッチュ）は、「花と女性」をテーマとするwebサイト「hanaガール」とiDOL Streetとのコラボレーションによる「全世界お花畑化計画」を推進するアイドルユニット。プロデューサーは松田一輝。活動期間は2013年8月7日から2015年8月8日。
2013年8月7日にストリート生から選ばれた緒方・小玉・吉本・坂元・三谷の5名で結成を発表。お披露目イベントの開催や楽曲制作を目指してクラウドファンディングで支援者を募り、同日からの1か月間で約160万円の支援金が集まって目標を達成した。
10月20日、TwinBox AKIHABARAで行われた支援者限定イベントで初お披露目され、デビュー曲「咲いた!ハナリッチュ」を披露した。また、会場では1stシングル「咲いた!ハナリッチュ」の超限定盤(2タイプ)が配布された。
12月25日、渋谷チェルシーホテルでワンマンライブ『hanarichu LIVE「クロロプラスト」vol.1 〜冬を選んで咲く花もある〜』を行う。会場では「咲いた!ハナリッチュ」の通常盤が販売された。
2014年2月5日にはクラウドファンディングで第2弾プロジェクトを開始し、3月25日までの期間で約235万円の支援金を集めて目標を達成した。
5月25日、AKIBAカルチャーズ劇場で行われた支援者限定イベントで「はな☆ドキドキ晴れ」が初披露され、会場では2ndシングル「はな☆ドキドキ晴れ」の限定盤が配布された。
8月7日、『hanarichu生誕1周年LIVE「クロロプラスト」2 〜夏の夜空に咲く花が、映る瞳に恋をした〜』をAKIBAカルチャーズ劇場で行い、「Don’t Stop」、「さくらいろ」の2曲を初披露した。また、会場では「はな☆ドキドキ晴れ」の通常盤が販売された。ちなみに2月の事故での怪我のためにライブ活動を休止していた緒方はこのライブから本格的に復帰した。
また、同日よりクラウドファンディングで第3弾プロジェクトを開始。このプロジェクトは、修行型ツアー"花活ツアー"の実施にまつわる資金と3rdシングル制作にまつわる資金を募るもので、10月8日までの期間で約331万円の支援金を集めて目標を達成した。
12月14日、吉田凜音とのツーマンライブ『hanarichu 初ツーマンLIVE 2014 〜hanarichuと吉田凜音で友達の"花"が咲いてぃぃぃ!!〜』を渋谷チェルシーホテルで行い、「カラフルハイタッチ」を初披露した。また、吉田凜音とメンバー小玉によるユニット"りりりんね"が初お披露目され、「卒業カウントダウン」を初披露した。会場では3rdシングル「カラフルハイタッチ/卒業カウントダウン」の通常盤が販売された。
2015年1月17日より『花活ツアー 〜かわいい花娘には旅をさせよ〜』を実施。メンバーは横浜・静岡・名古屋・神戸・大阪・東京をバスで巡り、各地でインストアライブや路上ライブの他、路上での花配りなども行われた。また2月1日のツアー最終日にTSUTAYA O-nestで行われた『花活ツアー ファイナルライブ2015』では、緒方が3月末に卒業することが発表された。
3月27日、『hanarichu 緒方もも 卒業LIVE「出荷」〜あの日見た花の名前を、僕たちは忘れない〜@渋谷 THE GAME』をもって緒方が卒業。吉本がリーダーを引き継ぎ、4名体制として再スタートした。また、緒方が作詞を担当した「あの花」を緒方自身がソロで初披露した。
4月11日、公式サイトリニューアル。
6月24日、生誕2周年となる8月7日をもって活動終了することが公式Facebook上で発表された。
8月7日に『hanarichu ファイナルライブ 全員出荷祭 〜一度の人生 咲き誇れ!〜』を六本木モーフで開催、8月8日に『hanarichu 卒業式イベント 花からはじまる花はない cheered by サイバード』をシアターサイバードで開催し、2年間のユニット活動を終了した。ファイナルライブでは新曲「あいのうた〜The Rose〜」、「さくらさくら」が初披露され、「あの花」は4人によって披露された。
2018年4月1日、『hanarichu 卒業式イベント 花からはじまる花はない cheered by サイバード』参加者を対象に『hanarichu 同窓会』が開催され、緒方を含めたhanarichu全メンバーが約2年8か月ぶりに再会した。これはプロデューサー松田の「桜のもとで卒業を」という思いから実現したもので、この日をもってhanarichuプロジェクトは真の完結をむかえた。なお、このイベントをもって吉本が芸能活動を終了した。

#### メンバー
- 緒方もも（初代リーダー、カーネーション担当、2013年8月7日 - 2015年3月27日在籍）
- 吉本ほのか（2代目リーダー、バラ担当、2013年8月7日 -2015年8月8日在籍）
- 坂元葉月（ヒマワリ担当、2013年8月7日 - 2015年8月8日在籍）
- 三谷優依（ガーベラ担当、2013年8月7日 - 2015年8月8日在籍）
- 小玉梨々華（ユリ担当、2013年8月7日 - 2015年8月8日在籍）

#### 作品
- 咲いた!ハナリッチュ（1stインディーズシングル）
- はな☆ドキドキ晴れ（2ndインディーズシングル）
- Don’t Stop
- さくらいろ
- カラフルハイタッチ（3rdインディーズシングル）
- 卒業カウントダウン（3rdインディーズシングル、りりりんね名義）
- あの花
- あいのうた〜The Rose〜
- さくらさくら

### 備考

#### ニコニコすとりーと部
略称は「ニコすと部」。ストリート生3期生の8名（金澤・加藤・吉橋・門田・菊池・浅川・塩田・内村）が、「ニコニコチャンネル」内で「踊ってみた」「歌ってみた」の動画や、レギュラー番組などを配信した。

#### スト星便り☆ミ
YouTubeの「iDOL Street公式チャンネル」内で、ストリート生の日々の活動に迫る『スト星便り☆ミ』という番組を配信。番組のタイトルはストリート生3期生の吉橋の案が採用されている。

## 略歴

### 2009年
- 9月、iDOL Streetプロジェクト発足[38]。
- 12月29日 - 2010年6月12日、「avex アイドルオーディション2010」開催。

### 2010年
- 6月12日、第1弾グループ「SUPER☆GiRLS」結成。
- 10月2日、iDOL Streetレーベル設立発表。

### 2011年
- 6月12日、『SUPER☆GiRLS 生誕記念コンサート 〜超絶少女が止まンないっ!リバイバル〜 iDOL Street祭』（品川ステラボール）で、「avex アイドルオーディション2010」の落選者からなるiDOL Street第2期生15名をお披露目[39]。ストリート生メンバーは、関東在住者による「e-Street」と関西在住者による「w-Street」の2チームに振り分けられた。
- 7月16日、インディーズCD「絶対!Love Magic/キラキラ☆ホリデー」発売。
- 10月3日、第2期生の追加メンバーとしてw-Streetに3名が新加入。

### 2012年
- 2月1日、DVD「絶対!アイドル道」発売。
- 2月5日、『SUPER☆GiRLS 超絶少女2012 メモリアル@日本青年館』をもってSUPER☆GiRLSの秋田恵里が卒業[16]。
- 2月19日、『iDOL Street ストリート生 LIVE2012〜Next Street〜』(duo MUSIC EXCHANGE)で、選抜された9名によるレーベル第2弾グループ「Cheeky Parade」の結成を発表。また、このライブをもってe-Streetの菅野、w-Streetの山内が卒業した。
- 2月19日 - 6月12日、「avex アイドルオーディション2012」開催。
- 5月19日、「avex アイドルオーディション2012」（KDDI デザイニングスタジオ）の最終選考で第3期生29名が決定し、6月12日の『SUPER☆GiRLS生誕2周年記念SP & アイドルストリートカーニバル2012』（中野サンプラザ）でお披露目された。これに伴い、前述の5チームに再編成された。
- 9月6日、下北FM『iDOL Streetの"ストリート★ジャック!"』への出演をもってe-Street TOKYOの青木が卒業[17]。
- 9月8日、「SUPER☆GiRLS 5thシングル『プリプリ♥SUMMERキッス』個別握手会」（竹芝ニューピアホール）をもってe-Street TOKYOの仲村、w-Street OSAKAの藤井、豊島が卒業[17]。
- 12月25日、『SUPER☆GiRLS EveryBody JUMP!! 2012 FINAL 〜X'mas Special〜 Vol.1 Vol.2』（中野サンプラザ）で、レーベル第3弾グループ「GEM」の結成を発表[40]。
- 12月28日、w-Street OSAKAの西山が、一身上の都合により年内をもって卒業することを発表[18][41]。

### 2013年
- 1月16日、この日をもってSUPER☆GiRLSの稼農楓が卒業することを発表[19][42]。
- 1月21日 - 、iDOLStreet 全国ストリート生ステージバトル 1st STAGE『ストリーーーーーグ』をTwinBox AKIHABARAで開催。会場では数量限定の「オリジナルCD」を発売。
- 3月3日 - 7月2日、「avex アイドルオーディション2013」開催。
- 3月28日、e-Street TOKYOの門田、國安が[20]、3月31日、w-Street NAGOYAの北が[21]、4月1日、w-Street OSAKAの永戸が卒業[22]。
- 4月1日、金澤、森岡、石神、熊代、内村が、e-Street TOKYOに移籍。また、「avex アイドルオーディション2013」で選出された第4期生が『ストリーーーーーグ』最終公演で一部お披露目された[23]（第1弾発表）。
- 4月7日、e-Street SAPPOROの大関が、一身上の都合によりこの日をもって卒業することを発表[24]。
- 5月3日、『アキバ☆ソフマップ1号店presents GWスペシャルイベント!!』で、第4期生の一部をお披露目（第2弾発表）。
- 6月11日、『SUPER☆GiRLS 生誕3周年記念SP アイドルストリートカーニバル 日本武道館 〜超絶少女たちの挑戦2013〜』で、GEMの正式メンバー10名を発表[25]。
- 7月2日、緒方がe-Street TOKYOに移籍。また、YouTube公式番組「スト星便り☆ミ25 全国ストリート生新展開発表」で第4期生が発表され、22名が出揃った（最終発表）。
- 7月6日、「SUPER☆GiRLS 7thシングル対象"追加個別握手会 〜iDOL Street All Members〜"」をもって、e-Street SAPPOROの菊地、e-Street TOKYOの塩田、w-Street FUKUOKAの久保、金浜が卒業。また、e-Street TOKYOの石神がエイベックス・マネジメント専属として本格的な芸能活動に専念するため、ストリート生としての活動を終了[28]。
- 8月3日、iDOLStreet 全国ストリート生ステージバトル 〜2ndステージ〜『ストリーーーーーグ2』の開会式を東京キネマ倶楽部で開催。各チームの新名称とキャラクターが発表された（名称はストリート生の項を参照）。
- 8月7日、坂元、小玉、三谷、吉本、緒方の5名によるユニット「hanarichu」の結成を発表。
- 8月18日、インディーズCD「BESTREET」発売[43]。
- 10月1日、SUPER☆GiRLS、Cheeky Parade、GEMの所属事務所がエイベックス・マネジメントから会社分割する形で新設されたエイベックス・ヴァンガードに変わる。
- 11月3日、『ストリーーーーーグ2』の「中間発表★オールスター戦」をAKIBAカルチャーズ劇場で開催。「e-Street SENDAI」の結成が発表された。

### 2014年
- 1月26日、『ストリーーーーーグ2』の閉会式が日本青年館大ホールで開催され、e-Street SENDAI（第5期生）が初お披露目された。また、e-Street TOKYOの浅川、内村がSUPER☆GiRLSへ加入するため、この日をもってストリート生としての活動を終了[44][45]。
- 2月23日、『SUPER☆GiRLS LIVE 2014 〜超絶革命〜 atパシフィコ横浜国立大ホール』をもってSUPER☆GiRLSの八坂沙織が卒業して個人活動を開始。また、浅川、内村がSUPER☆GiRLSへ加入[29][46]。元Party Rocketsの渡邉幸愛がSUPER☆GiRLSへ加入することを発表し、お披露目された[30]
- 3月8日、DVD「iDOL Street 全国ストリート生ステージバトル ストリーーーーーグ2」発売。
- 3月30日、『iDOL Street 全国ストリート生 全校集会 〜オールメンバー感謝祭 2014春〜』をもってw-Street NAGOYAの浅野、後藤、w-Street FUKUOKAの長田が卒業。
- 4月1日、米満がe-Street TOKYOに移籍。
- 4月23日、『iDOL Street NAGOYA Chubu 定期公演Vol.1』で、第6期生の一部をお披露目。
- 5月2日、『iDOL Street TOKYO TORiTSU これで委員会 定期公演 春夏これクション2014』で、第6期生の一部をお披露目。
- 5月3日、インディーズCD「PAPAPAパステルカラー/☆恋してYES〜これが私のアイドル道!〜」発売。
- 7月6日、インディーズCD「iDOL Street ストリート生コレクション 2013 e-Street」、「iDOL Street ストリート生コレクション 2013 w-Street」同時発売。
- 7月31日、『超絶革命第2弾発表会見 SUPER☆GiRLS・iDOL Street NEXT STREET 2014』（AKIBAカルチャーズ劇場）で、「iDOL Streetレーベルのオープン化」が発表された。また、SUPER☆GiRLS、Cheeky Parade、GEMのグループごとに色が異なる「移動着チームウェア」も発表された[4][47]。
- 9月30日、e-Street TOKYOの中島、吉橋、w-Street NAGOYAの石川、w-StreetOSAKAの傍士、森が卒業。また、e-Street TOKYOの緒方がhanarichuとしての活動に専念するため、加藤が女優および個人活動に専念するため、ストリート生としての活動を終了した[48]。
- 10月1日、YouTube公式番組「スト星便り☆ミ47 ◆Next Street新体制発表SP◆」で第7期生が発表された。
- 10月10日、フィラデルフィアクリームチーズpresents iDOL Street 全国ストリート生ステージバトル『ストリーーーーーーグ3』の開会式がAKIBAカルチャーズ劇場で開催され、第7期生の残り1名がお披露目された。インディーズCD「iDOL Street ストリート生コレクション 2014 e-Street」、「iDOL Street ストリート生コレクション 2014 w-Street」同時発売。
- 11月23日、w-Street NAGOYAが「なごちゅーと一緒に秋を堪能しよう!NAGOYA Chubu のんびりバスツアー vol.1」を実施。

### 2015年
- 2月24日、w-Street NAGOYAの河合が卒業[49]。
- 3月27日、『hanarichu 緒方もも 卒業LIVE「出荷」〜あの日見た花の名前を、僕たちは忘れない〜@渋谷 THE GAME』をもってhanarichuの緒方が卒業[37]。
- 3月29日、『iDOL Street ストリート生全校集会 〜2014年度終業式〜』をもってe-Street SENDAIの高橋、栗村、e-Street TOKYOの金城、米満、w-Street OSAKAの宮本、w-Street FUKUOKAの立石が卒業（金城のみ3月31日の「超絶メール」が最後の活動）[50]。また、レーベル第4弾グループ「わーすた」の結成を発表し、メンバーが公開された[51]。
- 3月31日、SUPER☆GiRLSの後藤彩（活動は3月8日をもって終了）が卒業[52]。わーすたのメンバーとなるe-Street SAPPOROの小玉、w-Street NAGOYAの三品、w-Street OSAKAの坂元、松田、w-Street FUKUOKAの廣川がストリート生としての活動を終了。e-Street SAPPOROの吉本が女優および個人活動に専念するため、ストリート生としての活動を終了。
- 4月1日、木戸口がe-Street TOKYOに移籍。なおストリート生の人数変更に伴い、同日より7月31日までの期間はe-Street'15（イーストリート・フィフティーン）、w-Street'15（ウエストリート・フィフティーン）の2チームに再編成された。
- 4月1日 - 7月12日、「Girls Street Audition」開催。
- 4月29日、『iDOL Street Carnival 2015 〜GOLDEN PARADE!!!!!〜』（NHKホール）で、わーすたのパフォーマンスが初披露された[53]。
- 7月12日、「Girls Street Audition」の最終選考（新木場STUDIO COAST）で第8期生12名が決定。各チームの新名称とキャラクターが発表され（名称はストリート生の項を参照）、8月1日より元の6チームに再編成された[54]。
- 8月8日、『hanarichu 卒業式イベント 花からはじまる花はない cheered by サイバード』をもって、hanarichuのメンバーが全員卒業し、hanarichuはユニット活動を終了した。
- 9月19日、『Vocal Try Stage vol.27』をもってw-Street OSAKAの三谷が個人活動に専念するために卒業[55]。
- 9月23日、『Twin Box Fujisan 2015』をもってe-Street SENDAIの山﨑、e-Street TOKYOの松脇が卒業[55]。
- 10月24日、4度目となるiDOL Street 全国ストリート生ステージバトル、リプトン presents『ストリーグ!!!!（フォー）』がスタート。24日にプレマッチが、25日に「開会式SPECIAL!!!!」が行われ、第8.5期生の1名がお披露目された。また24日にインディーズCD「iDOL Street Student Collection 2015 e-Street」が、25日に「iDOL Street Student Collection 2015 w-Street」が発売された。
- 10月25日、秋葉原観光大使に任命される[56]。

### 2016年
- 2月20日、e-Street SAPPOROが「スノラビ号で行く! バスツアー」を実施。
- 3月21日、『iDOL Street Student 2015年度全校集会』をもって、e-Street SAPPOROの工藤、w-Street FUKUOKAの音嶋、隈本、蓮見が卒業。
- 3月27日、w-Street NAGOYAが「なごやちゅ〜ぶ♥と行くのんびりバスツアー vol.2」を実施し、このイベントをもって、沖本、北島が卒業。『「sendai idol arena」supported by タワーレコード仙台パルコ』をもって、e-Street SENDAIの田中が卒業。
- 3月28日、e-Street TOKYOの遠藤が卒業。
- 6月25日、『iDOL Street Carnival 2016 6th Anniversary 〜RE:Я|LOAD〜』をもって、勝田梨乃、荒井玲良がSUPER☆GiRLSを卒業。e-Street TOKYOの木戸口、阿部、w-Street NAGOYAの尾澤、長尾がストリート生からSUPER☆GiRLSへ加入。石橋がSUPER☆GiRLSとして加入。野口、西田がGEMとして加入。
- 6月30日、e-Street SAPPOROの谷垣が卒業。
- 7月18日 - 8月29日、すとゅらみChuが『デビュー直前アイドル5組新人公演 〜真夏のシンデレラたち〜 2016』に参加。6週間にわたり毎週月曜日に新人公演を行う。来場者の投票(物販の売り上げ)&観客動員数の合計ポイントが5組の中で1位になり、10月からのAKIBAカルチャーズ劇場定期公演開催権を得る。またサプライズで『@JAM×ナタリー EXPO 2016』の出演も決まる(元々、さますとのみが出演する予定だった)。
- 7月18日、インディーズCD「iDOL Street Student Collection 2016 SUMMER」発売。
- 8月19日、八坂沙織が7月31日付でエイベックス・ヴァンガードとの専属契約が終了したことを発表した。
- 8月31日、野口もなみがGEMから脱退。
- 9月11日、『Vocal Try Stage』の出演をもって、w-Street NAGOYAの奥山が卒業。
- 9月14日、『ふらは』の出演をもって、e-Street SAPPOROの横山が卒業。
- 9月24日、『@JAM×ナタリー EXPO 2016』の出演をもって、w-Street FUKUOKAの木下が卒業[57]。
- 9月25日、『@JAM×ナタリー EXPO 2016』の出演をもって、e-Street SENDAIの吉田が卒業。
- 9月29日、『Sweet Candy Music★vol.18』の出演をもって、w-Street OSAKAの神崎、月山、中山みなみが卒業。
- 10月16日、2年連続で秋葉原観光大使に任命される[58]。
- 10月17日、この日をもってw-Street OSAKAの森川が卒業することを発表[31]。
- 10月24日 - 2017年3月13日、すとゅらみChu SS(すとゅらみChu Stars、すとゅらみChu Suns)がAKIBAカルチャーズ劇場で『すとゅらみっChu SS 定期公演 〜walk around the idol street〜』を開催。これは、すとゅらみChuが『デビュー直前アイドル5組新人公演 〜真夏のシンデレラたち〜 2016』で1位になったため開催される。当初は10月クール(10月〜12月)のみの予定だったが翌年3月までとなった。隔週月曜日の開催で、すとゅらみChu StarsとすとゅらみChu Sunsの2つのユニットが交互に出演。

### 2017年
- 1月、担当プロデューサーの変更。SUPER☆GiRLSと、わーすたは、樋口竜雄がプロデューサーに残り、Cheeky Paradeはデビュー当時から音楽のディレクターを担当してきた関井良介がプロデューサーを兼任。GEMは監督が新就任[59]。
- 2月22日、統括プロデューサーの樋口竜雄が「avex idol project Producer」としてクレジットされた最後の作品である『完全なるライブハウスツアー2016 〜猫耳捨てて走り出すに゛ゃー〜』が発売される。以降の作品では「Management Chief Producer」としてクレジットされる。
- 3月26日、『ストリート生 2016年度全校集会』をもって、e-Street SENDAIの沓掛、前田、e-Street TOKYOの横尾、w-Street NAGOYAの井柳、中山、日紫喜が卒業。
- 3月28日、e-Street TOKYOの若松が卒業。
- 3月31日、『前島亜美 〜Graduation☆Ceremony〜』をもって、前島亜美がSUPER☆GiRLSを卒業。
- 4月1日、SUPER☆GiRLS、Cheeky Parade、GEM、わーすたが所属していたエイベックス・ヴァンガードがエイベックス・マネジメントに吸収される。また、エイベックス・グループ・ホールディングスの新人発掘・育成機能もエイベックス・マネジメントに継承される[注 3]。
- 6月9日、『Cheeky Parade LIVE LIVE LIVE! Vol.5』をもって溝呂木世蘭と小鷹狩百花がCheeky Paradeを卒業[60]。同日付でエイベックス・マネジメントとの契約も終了した[61]。
- 7月3日、ストリート生の活動見直しにより、ストリート生に在籍している5名全員が、iDOL Street ストリート生の活動を2017年8月で終了すると発表があった[12]。
- 8月10日、『iDOL Street ストリート生 夏の壮行会』をもって、e-Street SAPPOROの猪子、井村、e-Street TOKYOの荒川、武井、w-Street OSAKAの横野が卒業。これをもってエイベックスアイドルプロジェクトの候補生「ストリート生」制度が一旦終了した[13]。
- 9月30日、木戸口桜子がSUPER☆GiRLSを卒業。

### 2018年
- 1月15日、同年3月31日をもってGEMはグループの活動を終了し解散することが発表された[62]。
- 1月31日、尾澤ルナがSUPER☆GiRLSを卒業。
- 3月31日、田中美麗がSUPER☆GiRLSを卒業。GEMが解散[63]。
- 4月12日、同年7月31日をもってCheeky Paradeがグループの活動を終了し解散することが発表された[64]。
- 6月24日、志村理佳がSUPER☆GiRLSを卒業。
- 7月1日 - 12月19日、「SUPER☆GiRLS 超(スーパー)オーディション!!!!」開催。
- 7月31日、Cheeky Paradeが解散。
- 12月19日、デビュー8周年記念ライブ『SUPER☆GiRLS 超LIVE 2018 8th DEBUT Anniversary 〜NEW GENERATIONS!!!!〜』を開催。「SUPER☆GiRLS 超(スーパー)オーディション!!!!」の最終審査を通過した金澤有希、石丸千賀、坂林佳奈、井上真由子、門林有羽、樋口なづな、松本愛花の7名がSUPER☆GiRLSに加入。

### 2019年
- 1月11日、『SUPER☆GiRLS 超LIVE 2019 〜新たなる道へ〜』をもって渡邉ひかる、宮崎理奈、溝手るか、浅川梨奈、内村莉彩の5名がSUPER☆GiRLSを卒業。
- 12月31日、石橋蛍がSUPER☆GiRLSを卒業。

### 2020年
- 1月31日、設立者である樋口竜雄がエイベックスを退職。
- 4月中旬、iDOL Streetの公式HPが閉鎖された。
- 12月31日、石丸千賀がSUPER☆GiRLSを卒業。

### 2021年
- 6月12日、萩田帆風、竹内ななみ、田中想の3名がSUPER☆GiRLSに加入。
- 6月30日、渡邉幸愛、松本愛花の2名がSUPER☆GiRLSを卒業。
- 12月31日、井上真由子がSUPER☆GiRLSを卒業。坂元葉月がわーすたを卒業。

### 2022年
- 6月11日 - 2023年1月29日、「SUPER☆GiRLS 超絶オーディション!!!!!!」開催。

### 2023年
- 1月29日、デビュー12周年記念ライブ『SUPER☆GiRLS 12th Anniversary 〜MEMORY UP↑DATE〜』を開催。「SUPER☆GiRLS 超絶オーディション!!!!!!」の最終審査を通過した鎌田彩樺・柏綾菜・河村果歩・櫻井陽夏・羽渕花恋が加入の5名がSUPER☆GiRLSに加入。
- 2月15日、長尾しおり、金澤有希、樋口なづなの3名がSUPER☆GiRLSを卒業。
- 12月31日、阿部夢梨がSUPER☆GiRLSを卒業。

### 2024年
- 2月29日、萩田帆風がSUPER☆GiRLSを卒業。
- 12月31日、羽渕花恋がSUPER☆GiRLSを脱退。

## 元メンバー

### e-Street
| 氏名                            | 生年月日               | 出身地           | 血液型           | 愛称                  | 加入期           | 活動終了日                    | avex アイドルオーディション | 備考 |
| e-Street SAPPORO                | e-Street SAPPORO       | e-Street SAPPORO | e-Street SAPPORO | e-Street SAPPORO      | e-Street SAPPORO | e-Street SAPPORO              | e-Street SAPPORO            | e-Street SAPPORO |
| ------------------------------- | ---------------------- | ---------------- | ---------------- | --------------------- | ---------------- | ----------------------------- | --------------------------- | --- |
| 大関 凪 （おおぜき なぎ）       | 1996年8月16日（29歳）  | 函館市           | 不明             | なぎち                | 3期              | 2013年4月7日                  | -                           | 元 CANDYSのメンバー（2020年9月 - 2023年4月） 元 Albeuのメンバー（2020年1月 - 5月） 元 e-Street SAPPOROリーダー(初代) 元GEMスターティングメンバー 元 ファイターズガール（2015年）                                                                                                  |
| 菊地 由花 （きくち ゆうか）     | 1998年5月27日（27歳）  | 石狩市           | A型              | ゆぅしゃん            | 3期              | 2013年7月6日                  | -                           | |
| 吉本 ほのか （よしもと ほのか） | 1998年5月16日（27歳）  | 北海道           | A型              | のんちゃん            | 4期 (第3弾)      | 2015年3月29日 (2015年8月8日)  | -                           | 元 Girls Street所属(2015年4月 - 2018年4月1日) 元hanarichu（2代目リーダー） 元 札幌美少女図鑑専属モデル |
| 工藤 夢心 （くどう ゆめも）     | 1997年4月9日（28歳）   | 北海道           | A型              | ゆめっち ゆめも       | 4期 (第1弾)      | 2016年3月21日                 | -                           | 元 e-Street SAPPOROリーダー(2代目) 元 e-Streetリーダー(2代目)(兼務) |
| 谷垣 楓 （たにがき かえで）     | 1998年10月4日（26歳）  | 北海道           | AB型             | かえぷる              | 8期              | 2016年6月30日                 | 2013 エントリー             | 元 豆柴の大群（カエデフェニックス 名義、2019年12月 - 2022年12月） |
| 横山 奈央 （よこやま なお）     | 1999年8月20日（25歳）  | 北海道           | A型              | なったん              | 4期 (第1弾)      | 2016年9月14日                 | -                           | 現 豆柴の大群（ナオ・オブ・ナオ 名義、2019年12月 - ） 元 アクターズスタジオ北海道本部校 在籍 |
| 猪子 れいあ （いのこ れいあ）   | 2003年11月21日（21歳） | 北海道           | O型              | れいちー              | 8期              | 2017年8月10日                 | -                           | 元 Someday Somewhere (2017年12月3日 - 2020年6月30日) |
| 井村 萌々花 （いむら ももか）   | 2002年4月19日（23歳）  | 北海道           | A型              | ももキャン            | 8期              | 2017年8月10日                 | -                           | 現 Natee 所属 (2020年4月 - ) |
| e-Street SENDAI                 |                        |                  |                  |                       |                  |                               |                             | |
| 栗村 風香 （くりむら ふうか）   | 2000年4月30日（25歳）  | 宮城県           | A型              | ふぅーちゃん 栗ふぅー | 5期              | 2015年3月29日                 | -                           | 現 Dorothy Little Happy（2019年2月 - ） 元 Dorothy Friends （2017年4月 - 2019年1月） 元 Cracker（2016年） 元 B♭ |
| 高橋 彩花 （たかはし あやか）   | 1998年2月3日（27歳）   | 宮城県           | O型              | あやかっぱ            | 5期              | 2015年3月29日                 | -                           | 元 HAPPY DANCE |
| 山﨑 詠万 （やまざき えま）     | 2000年10月16日（24歳） | 青森県           | O型              | エマ えまま           | 5期              | 2015年9月23日                 | -                           | 元 CHUBBYGANG「GiGS」モデル 元「ニコ☆プチ」読者モデル 『ナルミヤシンデレラオーディション2011』ファイナリスト |
| 田中 風華 （たなか ふうか）     | 1998年12月12日（26歳） | 宮城県           | A型              | ぷっか                | 5期              | 2016年3月27日                 | -                           | 元 e-Street SENDAIリーダー(初代) 元 FaDeLess 元 HAPPY DANCE モーニング娘。10期メンバーオーディションファイナリスト |
| 吉田 恵 （よしだ けい）         | 2001年2月19日（24歳）  | 岩手県           | A型              | けいちゃん 安田       | 5期              | 2016年9月25日                 | -                           | |
| 沓掛 真珠 （くつかけ しんじゅ） | 2003年6月22日（22歳）  | 宮城県           | O型              | しんちゃん パール     | 5期              | 2017年3月26日                 | -                           | 現 いぎなり東北産 （吉瀬真珠 名義、2018年11月 - ） 『ナルミヤシンデレラオーディション』2012ファイナリスト・2013ファイナリスト・2014グランプリ ポンポネット賞 |
| 前田 晴香 （まえだ はるか）     | 1999年12月21日（25歳） | 宮城県           | O型              | まえはる              | 5期              | 2017年3月26日                 | -                           | 現 なないろ所属(2024年1月26日 - ) 元 TNX所属( - 2023年8月31日) 元 B♭ |
| e-Street TOKYO                  |                        |                  |                  |                       |                  |                               |                             | |
| 菅野 恵美里 （かんの えみり）   | 1998年6月22日（27歳）  | 神奈川県         | B型              | えみりん              | 2期              | 2012年2月19日                 | 2010 3次審査進出            | 日本テレビ・読売テレビ『ザ・ワイド』やフジテレビ特番『クイズ!黄金のアイデア』などへの出演歴がある。 |
| 青木 詠夢 （あおき えむ）       | 1997年12月31日（27歳） | 神奈川県         | O型              | えむす                | 2期              | 2012年9月6日                  | 2010 3次審査進出            | 元 e-Street TOKYOリーダー(初代) |
| 仲村 七海 （なかむら ななみ）   | 1998年6月21日（27歳）  | 神奈川県         | O型              | ぴょん                | 3期              | 2012年9月8日                  | -                           | |
| 門田 詩織 （かどた しおり）     | 1998年3月12日（27歳）  | 埼玉県           | A型              | かどたす              | 3期              | 2013年3月28日                 | -                           | |
| 國安 愛菜 （くにやす まな）     | 2002年2月9日（23歳）   | 茨城県           | A型              | マナティ              | 3期              | 2013年3月28日                 | -                           | 元 NICE GIRL プロジェクト!研修生 元 リンクSTAR's（羽田愛菜 名義、2015年3月 - 2016年12月） |
| 石神 澪 （いしがみ れい）       | 1997年4月16日（28歳）  | 兵庫県           | A型              | れいぽん              | 2期追加          | 2013年7月6日                  | 2010 辞退                   | ナルミヤ『リンジィスタイルコンテスト』グランプリ 元 もっキラーズ☆ 元 w-Street OSAKA |
| 塩田 有彩 （しおた ありさ）     | 1999年4月29日（26歳）  | 福島県           | O型              | あさりん              | 3期              | 2013年7月6日                  | -                           | |
| 緒方 もも （おがた もも）       | 1997年12月24日（27歳） | 大阪府           | A型              | ぴぃちゃん もも       | 3期              | 2014年9月28日 (2015年3月27日) | -                           | 現 シュガーソルト（2020年10月 - ） 元 エイジアプロモーション所属（2016年3月 - 2018年9月） 元 アイドリング!!!5期生最終候補者 元 w-Street OSAKA 元 hanarichu（初代リーダー） |
| 中島 亜純 （なかじま あすみ）   | 1997年1月17日（28歳）  | 東京都           | 不明             | あみちやん            | 4期 (第3弾)      | 2014年9月28日                 | -                           | 元 ワタナベエンターテインメントカレッジ スクール生（2015年10月 - 2016年9月） |
| 加藤 里保菜 （かとう りほな）   | 1995年10月3日（29歳）  | 茨城県           | B型              | りほにゃん            | 3期              | 2014年9月29日                 | -                           | 現 ギャラクシープロモーション所属 |
| 吉橋 亜理砂 （よしはし ありさ） | 1996年3月12日（29歳）  | 埼玉県           | O型              | ありえる              | 3期              | 2014年9月29日                 | -                           | 現 ideal peco（2023年8月16日 - ） 元 Ange☆Reve（2017年12月 - 2023年7月2日） 元 Ange☆Reve候補生（2017年1月 - 12月） 元 愛乙女☆DOLL（2015年4月 - 2017年1月） |
| 金城 成美 （きんじょう なるみ） | 1994年11月22日（30歳） | 東京都           | O型              | きんちゃん なる       | 4期 (第1弾)      | 2015年3月29日（31日）         | -                           | 元 e-Street TOKYOリーダー(4代目) 元 ステーション♪ |
| 米満 梨湖 （よねみつ りこ）     | 1996年1月19日（29歳）  | 佐賀県           | O型              | りこぴん              | 4期 (第1弾)      | 2015年3月29日                 | -                           | 元 Stella☆Beats（2015年10月 - 2019年1月） 元 w-Street FUKUOKAリーダー(3代目) |
| 松脇 朱里 （まつわき あかり）   | 1998年9月21日（26歳）  | 東京都           | A型              | あかりんご            | 4期 (第3弾)      | 2015年9月23日                 | -                           | 現 Reve Pocket（2024年9月 - ） 元 momograci（2021年4月 - 2024年7月） 元 GRACiAS（2020年6月 - 12月、2021年3月） 元 アイドルモドキ。（2020年3月 - 2023年9月） 元 ラルムーン（2019年9月 - 2020年3月） 元 Ange☆Reve（2016年7月 - 2018年10月） 元 愛乙女☆DOLL研究生（2016年4月 - 7月） |
| 遠藤 美沙 （えんどう みさ）     | 2001年7月30日（24歳）  | 東京都           | B型              | みぃたん              | 4期 (第3弾)      | 2016年3月28日                 | 2012 ファイナリスト         | |
| 横尾 紗千 （よこお さち）       | 2003年2月20日（22歳）  | 東京都           | A型              | さっちゃん さち       | 7期              | 2017年3月26日                 | -                           | 「JSガール」読者モデルページに出演（2014年） |
| 若松 愛里 （わかまつ あいり）   | 2000年1月21日（25歳）  | 神奈川県         | B型              | あいりん              | 7期              | 2017年3月28日                 | -                           | 現 オムニア所属(2023年6月 - ) 元 スターエンジェリカプロダクション所属(2020年10月 - 2022年10月31日) 元 Neat.and.clean-ニトクリ-（2019年11月 - 2020年6月） |
| 荒川 沙奈 （あらかわ さな）     | 1999年3月24日（26歳）  | 東京都           | B型              | さーにゃん さな       | 7期              | 2017年8月10日                 | -                           | 『東京ガールズオーディション』セミファイナリスト（2014年） |
| 武井 紗聖 （たけい さら）       | 2001年5月3日（24歳）   | 埼玉県           | O型              | さらだにょ            | 8期              | 2017年8月10日                 | -                           | 『ナルミヤシンデレラオーディション2013』グランプリ BCG賞 |

### w-Street
| 氏名                            | 生年月日               | 出身地          | 血液型          | 愛称                  | 加入期          | 活動終了日      | avex アイドルオーディション | 備考 |
| w-Street NAGOYA                 | w-Street NAGOYA        | w-Street NAGOYA | w-Street NAGOYA | w-Street NAGOYA       | w-Street NAGOYA | w-Street NAGOYA | w-Street NAGOYA             | w-Street NAGOYA |
| ------------------------------- | ---------------------- | --------------- | --------------- | --------------------- | --------------- | --------------- | --------------------------- | --- |
| 北 玲名 （きた れいな）         | 1996年4月7日（29歳）   | 石川県          | A型             | れいめろ              | 3期             | 2013年3月31日   | -                           | 元 トヨタオフィス所属（笠本玲名 名義）（不明 - 2020年2月） 元 AKB48チーム8石川県代表（2014年4月 - 2016年10月） |
| 浅野 由来音 （あさの ゆきね）   | 1995年1月23日（30歳）  | 愛知県          | O型             | ゆきぱぁ              | 2期             | 2014年3月30日   | 2010 ファイナリスト         | 元 w-Street NAGOYAリーダー(初代) 『ナルミヤシンデレラオーディション2007』グランプリ 元 ラブベリー専属モデル（2008年 - 2010年） 元 NEXT GENERATION |
| 後藤 沙彩 （ごとう さや）       | 1999年11月22日（25歳） | 岐阜県          | B型             | さぁや                | 4期 (第3弾)     | 2014年3月30日   | -                           | 元 豊通FE girls（2016年7月 - ） 元 岐阜美少女図鑑専属モデル(2014年10月 - ) |
| 石川 桃子 （いしかわ ももこ）   | 1995年6月12日（30歳）  | 愛知県          | O型             | こもも                | 3期             | 2014年9月24日   | -                           | 元 w-Street NAGOYAリーダー(2代目) 元 w-Street リーダー(2代目)(兼務) |
| 河合 彩華 （かわい あやか）     | 2000年9月3日（24歳）   | 愛知県          | A型             | あーちゃん            | 3期             | 2015年2月24日   | -                           | 元 NHK名古屋児童劇団所属 |
| 沖本 里緒 （おきもと りお）     | 2001年7月18日（24歳）  | 石川県          | O型             | りお                  | 7期             | 2016年3月27日   | -                           | 元 JUMPIN' 元『ニコ☆プチ』元スーパー読者モデル |
| 北島 真由 （きたじま まゆ）     | 1997年11月23日（27歳） | 愛知県          | B型             | まゆ                  | 6期             | 2016年3月27日   | -                           | 現 Puro D★E 元 flapbeats 元 w-Street NAGOYAリーダー(3代目) |
| 奥山 紗菜 （おくやま すずな）   | 2001年6月29日（24歳）  | 愛知県          | B型             | す〜たん              | 4期 (第3弾)     | 2016年9月11日   | -                           | 元 PLUS DOLL FACTORY（2019年6月 - 2020年4月） |
| 井柳 華乃 （いやなぎ はなの）   | 2001年4月11日（24歳）  | 愛知県          | 不明            | はなちゃん            | 6期             | 2017年3月26日   | -                           | 元 DELUXE COLORS! |
| 中山 穗乃楓 （なかやま ほのか） | 2002年9月28日（22歳）  | 愛知県          | A型             | ほののん              | 8期             | 2017年3月26日   | -                           | 現 Neo Stella(2025年4月2日 - ) 元 Hyper Stella(2024年10月 - 2025年4月1日) 元 PRODUCE 101 JAPAN THE GIRLS練習生 |
| 日紫喜 聖琉 （ひしき ひかる）   | 2003年5月7日（22歳）   | 三重県          | A型             | ひー ひーちゃん       | 8期             | 2017年3月26日   | -                           | 元 FC岐阜 GGG（2020年シーズン） |
| w-Street OSAKA                  |                        |                 |                 |                       |                 |                 |                             | |
| 山内 夏星 （やまうち きらり）   | 1997年6月3日（28歳）   | 大阪府          | B型             | きらり                | 2期             | 2012年2月19日   | 2010 3次審査進出            | 元 w-Streetダンスリーダー 元 SO.ON project 元 エイジアプロモーション所属 |
| 豊島 あみ （とよしま あみ）     | 1999年8月20日（25歳）  | 大阪府          | O型             | あずき                | 2期             | 2012年9月8日    | 2010 3次審査進出            | |
| 藤井 睦 （ふじい むつみ）       | 1997年8月13日（28歳）  | 奈良県          | O型             | むっちゃん            | 2期             | 2012年9月8日    | 2010 3次審査進出            | 元 強がりセンセーション(2015年10月 - 2017年2月) 元 SO.ON project(2013年9月 - ) |
| 西山 咲笑 （にしやま さえ）     | 1996年5月2日（29歳）   | 大阪府          | A型             | さえぴー              | 2期             | 2012年12月28日  | 2010 ファイナリスト         | 元 w-Streetリーダー(初代) 元 w-Street OSAKAリーダー(初代) |
| 永戸 真優 （えいと まゆ）       | 1999年6月12日（26歳）  | 兵庫県          | B型             | はっち                | 3期             | 2013年4月2日    | -                           | 夢みるアドレセンス新メンバーオーディションファイナリスト（2017年） |
| 傍士 聖海 （ほうじ せいら）     | 1998年3月22日（27歳）  | 大阪府          | A型             | せーら                | 4期 (第2弾)     | 2014年9月27日   | 2012 ファイナリスト         | |
| 森 美月 （もり みづき）         | 1998年7月8日（27歳）   | 大阪府          | B型             | みづきてぃ            | 4期 (第3弾)     | 2014年9月27日   | -                           | |
| 宮本 夏花 （みやもと なつか）   | 1998年10月28日（26歳） | 大阪府          | O型             | なつか サマーフラワー | 4期 (第3弾)     | 2015年3月29日   | -                           | 元 ディスカバリー・ネクスト所属 (2018年6月 - 2020年8月) ミス同志社女子2017 グランプリ ミスオブミス キャンパスクィーンコンテスト 2018 アナトレ賞 |
| 三谷 優依 （みたに ゆい）       | 1999年3月26日（26歳）  | 大阪府          | A型             | ゆぃちご              | 3期             | 2015年9月19日   | -                           | 元 w-Street OSAKAリーダー(4代目) 元 hanarichu（兼務） 元『おはよう朝日です』・JB'sメンバー |
| 神崎 麗 （かんざき うらら）     | 2002年1月22日（23歳）  | 大阪府          | O型             | うららん うらー       | 8期             | 2016年9月29日   | -                           | |
| 月山 京香 （つきやま きょうか） | 2000年8月16日（25歳）  | 大阪府          | 不明            | きょんちゃん きょん   | 4期 (第2弾)     | 2016年9月29日   | 2010 2次審査進出            | 現 アービング所属(2019年4月 - ) 元 RONI GIRLS Osaka（1期生） JSガールフェスティバル2012 ファッションショーモデル リュ・シウォン Japan Live Tour 2012 キッズダンサー 元 w-Street OSAKAリーダー(5代目) TOP MODEL COLLECTION 2017 グランプリ ミスブライダルモデルグランプリ2018 全国大会ファイナリスト |
| 中山 みなみ （なかやま みなみ） | 2001年8月25日（23歳）  | 大阪府          | O型             | みいちゃん            | 8期             | 2016年9月29日   | -                           | 現 カラフルスクリーム(2022年11月 - ) 元 STELLABEATS(2020年3月 - 2022年5月) 元 SO.ON project 7期生(2017年 - 2020年3月) 元 RONI GIRLS Osaka（3期生） 元「ニコ☆プチ」読者モデル リュ・シウォン Japan Live Tour 2012 キッズダンサー                                                                     |
| 森川 莉央 （もりかわ りお）     | 2001年2月7日（24歳）   | 香川県          | 不明            | りおりん              | 8期             | 2016年10月17日  | -                           | 元「ニコ☆プチ」読者モデル |
| 横野 すみれ （よこの すみれ）   | 2000年12月12日（24歳） | 大阪府          | A型             | すーちゃん すみれ     | 8.5期           | 2017年8月10日   | -                           | 現 ゼロイチファミリア所属（2022年5月 - ） 元 NMB48 6期生（2018年7月 - 2021年5月） 元 SweetCandy |
| w-Street FUKUOKA                |                        |                 |                 |                       |                 |                 |                             | |
| 金浜 菜夏美 （かねはま ななみ） | 1998年7月7日（27歳）   | 福岡県          | O型             | なぁたん              | 3期             | 2013年7月6日    | -                           | ソロアーティストとしてインディーズデビュー(2018年11月27日 - ) 元 aaa福岡校公式ユニット「LEGIT」（2016年度・2017年度） |
| 久保 紗彩 （くぼ さあや）       | 1997年3月10日（28歳）  | 福岡県          | O型             | さあやん              | 3期             | 2013年7月6日    | -                           | 元 w-Street FUKUOKAリーダー(2代目) |
| 長田 美成 （ながた みなり）     | 1997年12月17日（27歳） | 山口県          | O型             | みなりん              | 4期 (第1弾)     | 2014年3月30日   | -                           | 元 FULIT BOX（2024年4月13日 - 2025年3月4日） 元 Star★Shiμ’ne!!!（輝星★Cosμ’n.）（2023年2月 - 2023年5月3日） 元 煌めき☆アンフォレント（2022年7月 - 2023年1月30日） 元 虹のコンキスタドール（2014年7月 - 2016年5月）                                                                                  |
| 立石 愛由子 （たていし あゆこ） | 2000年6月17日（25歳）  | 福岡県          | O型             | あゆぽん              | 4期 (第1弾)     | 2015年3月29日   | -                           | 元 上智大学 SPH mellmuse 19期（2019年 - 2023年3月） |
| 音嶋 莉沙 （おとしま りさ）     | 1998年8月11日（27歳）  | 福岡県          | B型             | 音ちゃん りさちゃん   | 8期             | 2016年3月21日   | -                           | 現 =LOVE（2017年4月 - ） |
| 隈本 茉莉奈 （くまもと まりな） | 1998年7月27日（27歳）  | 福岡県          | B型             | まーりん              | 4期 (第3弾)     | 2016年3月21日   | -                           | 現 虹のコンキスタドール（2017年8月 - ） 元 つくドル！プロジェクト予科生（2016年5月 - 2017年8月） 元 w-Street FUKUOKAリーダー(5代目) |
| 蓮見 優花 （はすみ ゆうか）     | 2001年5月17日（24歳）  | 福岡県          | O型             | ゆうぴょん            | 6期             | 2016年3月21日   | -                           | 元 aaa福岡校公式ユニット「LEGIT」（2016年度・2017年度） |
| 木下 菜乃 （きのした なの）     | 2002年3月28日（23歳）  | 福岡県          | O型             | なのちん              | 6期             | 2016年9月24日   | -                           | 元 aaa福岡校公式ユニット「LEGIT」（2017年度） |

### 元メンバーのその後
ストリート生を卒業した元メンバーは、ほとんどが芸能活動を諦め一般人となり、エイベックスにとどまり次の機会を伺うものは少なかった。エイベックスにとどまり活動を続けていた猪子は『ラストアイドル』（テレビ朝日）に出演しSomeday Somewhereのメンバーとしてメジャーデビューしたが、卒業し高校卒業時に退所。同じく、武井は『恋する♥週末ホームステイ』（AbemaTV）に出演し同世代の女性から支持を受けたが高校卒業時に退所。月山は『林先生が驚く初耳学!』（TBS）の「アンミカ先生が教えるパリコレ学」のコーナーに約半年間出演したがのちに移籍した。
一方、エイベックスと袂を分かち別の芸能事務所へ移籍するものも少なからずおり、むしろ活躍しているケースが多い。特に、AKB48チーム8に加入した北（のちに卒業）、Ange☆Reveに加入した松脇（のちに脱退）や吉橋（のちに卒業）、虹のコンキスタドールに加入した長田（のちに脱退）や隈本、=LOVEに加入した音嶋は、エイベックスではないレコード会社からメジャーデビューを果たしている。沓掛はオーディションでスターダストプロモーションに合格しいぎなり東北産として、横山と谷垣（のちに卒業）は豆柴の大群としてエイベックスからメジャーデビューを果たした。松脇はAnge☆Reve脱退後、ラルムーン、momograciを経てReve Pocketに加入、吉橋はAnge☆Reve卒業後ideal pecoに加入、長田は虹のコンキスタドール脱退後、煌めき☆アンフォレント、Star★Shiμ’ne!!!（輝星★Cosμ’n.）を経てFULIT BOXに加入（のちに脱退）、中山みなみはSO.ON projectを経てSTELLABEATSとして活動していたがグループ自体の活動終了に伴い卒業しその後カラフルスクリームで活動するなど複数のアイドルグループを渡り歩くものもいる。横野はNMB48に加入するものちに活動辞退。1年のブランクを経てゼロイチファミリアにグラビアアイドルとして所属。2023年4月にソロとして歌手活動の再開を発表し、9月6日に音楽配信の形で再デビューを果たした。他にも、栗村はDorothy Little Happyとしてアイドル活動を続けている。
また、加藤は『ランク王国』（TBS）のMCを経て『NISSAN あ、安部礼司〜BEYOND THE AVERAGE』（JFN）に準レギュラー出演など多方面で活動。2020年1月から『D4DJ』に登場するユニット燐舞曲のボーカル青柳椿役として再びマイクを握ることとなった。さらに、2024年7月15日にはソロでも音楽配信の形でシングルをリリースしている。金城や金浜はYouTubeやSHOWROOMなどを通じたインフルエンサーとして活動している。井村はTikTokerとして10万フォロワーを獲得している。緒方は一度芸能事務所に所属したが再びフリーランスに戻り活動再開。その後彼氏とシュガーソルトを結成しPPPSTUDIO所属のYouTuberとして活動中である。北島はエイベックス退所後、テーマパークダンサーに転身し、Puro D★E（サンリオピューロランドのショーに出演するライブエンターテイナー）として活動している。若松はフリーランスで舞台活動をしたのちアイドルグループNeat.and.clean-ニトクリ-に加入したが程なくして脱退。その後スターエンジェリカプロダクションを経て、現在はオムニアに所属し舞台活動を続けている。中山穗乃楓はフリーランスで舞台などで活動していたが、2023年9月から11月までPRODUCE 101 JAPAN THE GIRLS練習生としてオーディションに参加した。2024年10月からHyper Stella(2025年4月2日にNeo Stellaに改名)に加入している。
宮本は一度芸能活動を諦め大学に進学したところ、その大学のミス・コンテストで優勝し「Miss of Miss Campus Queen Contest」でもアナトレ賞を獲得したため、再び芸能界に復帰することになった（就職活動時に退所）。工藤はフリーランスで舞台で活動していたが現在は引退している。

## 作品

### オリジナル楽曲
| 年     | 曲名                                    | 主に歌唱するユニット          | 収録盤   | 備考     |
| ------ | --------------------------------------- | ----------------------------- | -------- | -------- |
| 2011年 | 絶対!Love Magic                         | e-Street w-Street             | 1・3     | [ 注 6 ] |
| 2011年 | キラキラ☆ホリデー                       | e-Street w-Street             | 1・3     |          |
| 2011年 | あこがれストリート                      | e-Street w-Street             | 3        | [ 注 7 ] |
| 2011年 | Peace!Smile Girl                        | e-Street w-Street             | 3        | [ 注 7 ] |
| 2012年 | キミ恋てれぱしー                        | ストリート生2期生             | 2・3     |          |
| 2012年 | りあるマテリアル                        | ストリート生2期生             | 未音源化 |          |
| 2012年 | きっと For You!                         | w-Street NAGOYA               | 2・3     | [ 注 8 ] |
| 2012年 | オネガイMoonlight                       | w-Street OSAKA                | 2・3     | [ 注 8 ] |
| 2013年 | ☆恋してYES〜これが私のアイドル道!〜     | iDOL Street ストリート生      | 4        | [ 注 9 ] |
| 2013年 | PAPAPAパステルカラー                    | サッポロ Snow♥Loveits         | 4・5     |          |
| 2013年 | YOU & IDOL                              | TOKYO TORiTSU これで委員会    | 5        |          |
| 2013年 | 恋のキャットファイト!〜ご主人様争奪戦〜 | NAGOYA Chubu                  | 6        |          |
| 2013年 | 青春ジェットコースタ→                   | 大阪 DAIZY7                   | 6        |          |
| 2013年 | 黄昏バイシクル                          | FUKUOKA はかたみにょん★       | 6        |          |
| 2014年 | A Happy Ending                          | iDOL Street ストリート生      | 未音源化 |          |
| 2014年 | キス kiss スキっ!                       | SENDAI Twinkle☆moon           | 5        |          |
| 2014年 | KIMIへスタート!                         | サッポロ Snow♥Loveits         | 7        |          |
| 2014年 | レスキュー・君に夢中                    | SENDAI Twinkle☆moon           | 7        |          |
| 2014年 | 愛 LOVE YOU キセキ                      | TOKYO TORiTSU これで委員会    | 7        |          |
| 2014年 | MY ファイティン                         | NAGOYA Chubu                  | 8        |          |
| 2014年 | 僕だけのサンシャイン                    | 大阪 DAIZY7                   | 8        |          |
| 2014年 | アイ♡ウォンチュー                       | FUKUOKA はかたみにょん★       | 8        |          |
| 2015年 | ご都合女の子                            | サッポロ Snow♥Loveits         | 9        |          |
| 2015年 | 全力!ダーリン                           | SENDAI Twinkle☆moon           | 9        |          |
| 2015年 | いわゆるアイドル                        | トーキョー夢ぴよ組            | 9        |          |
| 2015年 | ココロのビー玉                          | なごやちゅ〜ぶ♥               | 10       |          |
| 2015年 | 涙の恋愛ナビゲーション                  | OSAKAラピラーズ               | 10       |          |
| 2015年 | 青春遺伝子                              | FUKUOKA はかたみにょん sweet★ | 10       |          |
| 2016年 | Summer Street JUMP!!                    | さますと                      | 11       |          |
| 2016年 | そんなわけない                          | すとゅらみっChu               | 11       |          |

各曲の作詞者、作曲者、編曲者については当時のブログに記載されている。ほとんどの曲がJASRACやNexToneには登録されていない。

### CD
| #  | 発売日         | タイトル                                                  | 規格品番            | 収録曲 | 備考      |
| -- | -------------- | --------------------------------------------------------- | ------------------- | --- | --------- |
| 1  | 2011年7月22日  | 絶対!Love Magic/キラキラ☆ホリデー                         | IDS-0001            | 1. 絶対!Love Magic 2. キラキラ☆ホリデー 3. 絶対!Love Magic (e-Street ver.) 4. キラキラ☆ホリデー (e-Street ver.) | [ 注 10 ] |
| 1  | 2011年7月22日  | 絶対!Love Magic/キラキラ☆ホリデー                         | IDS-0002            | 1. 絶対!Love Magic 2. キラキラ☆ホリデー 3. 絶対!Love Magic (w-Street ver.) 4. キラキラ☆ホリデー (w-Street ver.) | [ 注 10 ] |
| 2  | 2013年1月21日  | ストリーーーーーグ「オリジナルCD（1曲入り）」             | IDS-0003 AQC1-50874 | 1. キミ恋てれぱしー | [ 注 12 ] |
| 2  | 2013年1月21日  | ストリーーーーーグ「オリジナルCD（1曲入り）」             | IDS-0004 AQC1-50875 | 1. キミ恋てれぱしー (INSTRUMENTAL) | [ 注 12 ] |
| 2  | 2013年1月21日  | ストリーーーーーグ「オリジナルCD（1曲入り）」             | IDS-0005 AQC1-50876 | 1. きっと For You! | [ 注 12 ] |
| 2  | 2013年1月21日  | ストリーーーーーグ「オリジナルCD（1曲入り）」             | IDS-0006 AQC1-50877 | 1. きっと For You! (INSTRUMENTAL) | [ 注 12 ] |
| 2  | 2013年1月21日  | ストリーーーーーグ「オリジナルCD（1曲入り）」             | IDS-0007 AQC1-50878 | 1. オネガイMoonlight | [ 注 12 ] |
| 2  | 2013年1月21日  | ストリーーーーーグ「オリジナルCD（1曲入り）」             | IDS-0008 AQC1-50879 | 1. オネガイMoonlight (INSTRUMENTAL) | [ 注 12 ] |
| 2  | 2013年1月21日  | ストリーーーーーグ「オリジナルCD（1曲入り）」             | IDS-0009 AQC1-50880 | 1. Speed up | [ 注 12 ] |
| 2  | 2013年1月21日  | ストリーーーーーグ「オリジナルCD（1曲入り）」             | IDS-0010 AQC1-50881 | 1. Speed up (INSTRUMENTAL) | [ 注 12 ] |
| 2  | 2013年1月21日  | ストリーーーーーグ「オリジナルCD（1曲入り）」             | IDS-0011 AQC1-50882 | 1. Do it Do it | [ 注 12 ] |
| 2  | 2013年1月21日  | ストリーーーーーグ「オリジナルCD（1曲入り）」             | IDS-0012 AQC1-50883 | 1. Do it Do it (INSTRUMENTAL) | [ 注 12 ] |
| 3  | 2013年8月18日  | BESTREET                                                  | ANXV-0740           | 1. 絶対!Love Magic 2. キラキラ☆ホリデー 3. あこがれストリート 4. Peace!Smile Girl 5. キミ恋てれぱしー 6. 絶対!Love Magic @中野サンプラザ 2012.6.12 7. きっと For You! 8. オネガイMoonlight 9. Speed up 10. Do it Do it | [ 43 ]    |
| 4  | 2014年5月3日   | PAPAPAパステルカラー/☆恋してYES 〜これが私のアイドル道!〜 | ANXV-0859           | 1. PAPAPAパステルカラー 2. ☆恋してYES 〜これが私のアイドル道!〜 3. PAPAPAパステルカラー (Instrumental) 4. ☆恋してYES 〜これが私のアイドル道!〜 (Instrumental)                                                          |           |
| 5  | 2014年7月6日   | iDOL Street ストリート生コレクション 2013 e-Street        | ANXV-0863           | 1. PAPAPAパステルカラー 2. キス kiss スキっ! 3. YOU & IDOL |           |
| 6  | 2014年7月6日   | iDOL Street ストリート生コレクション 2013 w-Street        | ANXV-0864           | 1. 恋のキャットファイト! 〜ご主人様争奪戦〜 2. 青春ジェットコースタ→ 3. 黄昏バイシクル |           |
| 7  | 2014年10月10日 | iDOL Street ストリート生コレクション 2014 e-Street        | ANXV-1240           | 1. KIMIへスタート! 2. レスキュー・君に夢中 3. 愛 LOVE YOU キセキ | [ 注 13 ] |
| 8  | 2014年10月10日 | iDOL Street ストリート生コレクション 2014 w-Street        | ANXV-1241           | 1. MY ファイティン 2. 僕だけのサンシャイン 3. アイ♡ウォンチュー | [ 注 14 ] |
| 9  | 2015年10月24日 | iDOL Street Student Collection 2015 e-Street              | ANXV-1845           | 1. ご都合女の子 2. 全力!ダーリン 3. いわゆるアイドル 4. ご都合女の子 (Instrumental) 5. 全力!ダーリン (Instrumental) 6. いわゆるアイドル (Instrumental)                                                                 |           |
| 10 | 2015年10月25日 | iDOL Street Student Collection 2015 w-Street              | ANXV-1846           | 1. ココロのビー玉 2. 涙の恋愛ナビゲーション 3. 青春遺伝子 4. ココロのビー玉 (Instrumental) 5. 涙の恋愛ナビゲーション (Instrumental) 6. 青春遺伝子 (Instrumental)                                                       |           |
| 11 | 2016年7月18日  | iDOL Street Student Collection 2016 SUMMER                | ANXV-1947           | 1. Summer Street JUMP!! 2. そんなわけない 3. Summer Street JUMP!! (Instrumental) 4. そんなわけない (Instrumental) |           |

### 参加楽曲
- 明日へSTEP!（SUPER☆GiRLS 5thシングル「プリプリ♥SUMMERキッス」収録） - iDOL Street2期生
- Celebration（SUPER☆GiRLS 3rdアルバム『Celebration』収録）
- PAN-PAKA-PAN!（SUPER☆GiRLS 7thシングル「常夏ハイタッチ」収録）
- ハッピー・サークル・ストリート（SUPER☆GiRLS 11thシングル「アッハッハ!〜超絶爆笑音頭〜」収録）
- いただきマーチ（『コピンクス!メロディーズ2〜focalize〜』収録、静岡朝日テレビ「ch223」テーマ） - 小玉（小玉梨々華と藤巻直哉 名義）
- QUETE POP（『コピンクス!メロディーズ3〜memento〜』収録、静岡朝日テレビ「コピンクス!」オープニングテーマ） - 廣川（コピンク*feat.廣川奈々聖 名義）
- 恋するチーズケーキ（ドラマ「恋するチーズケーキ」テーマ） - 木戸口
- 憂鬱なファルセット（『コピンクス!メロディーズ3〜memento〜』収録、静岡朝日テレビ「コピンクス!」オープニングテーマ） - 廣川（コピンク*feat.廣川奈々聖 名義）
- 小指姫（『コピンクス!メロディーズ3〜memento〜』収録） - 北島・木下（コピンク*feat.ピンキーリング 名義）
- カリーナノッテ SERATA（『コピンクス!メロディーズ3〜memento〜』収録） - 廣川（コピンク*feat.廣川奈々聖 名義）
- カリーナノッテ（静岡朝日テレビ「コピンクス COSMOS」オープニングテーマ） - 阿部（小野田紗栞（ハロプロ研修生）との歌唱）

### 映像作品
| 年     | 発売日   | タイトル                                                                                       | 販売形態             | 規格品番                   |
| ------ | -------- | ---------------------------------------------------------------------------------------------- | -------------------- | -------------------------- |
| 2012年 | 2月1日   | 絶対！アイドル道                                                                               | DVD                  | AVBD-39059〜60             |
| 2012年 | 9月19日  | SUPER☆GiRLS生誕2周年記念SP & アイドルストリートカーニバル2012                                  | Blu-ray Disc+DVD DVD | AVXD-39082/B AVBD-39083    |
| 2012年 | 12月12日 | 超絶☆学園〜未来へのSTEP〜                                                                      | DVD                  | AVBD-39099〜101            |
| 2013年 | 1月9日   | 「超絶バスツアー〜アイドルストリート大運動会in 山梨〜」                                        | DVD                  | AVB1-39113                 |
| 2013年 | 11月6日  | SUPER☆GiRLS 生誕3周年記念SP アイドルストリートカーニバル 日本武道館 〜超絶少女たちの挑戦2013〜 | Blu-ray Disc+DVD DVD | AVXD-39142/B AVBD-39143〜4 |
| 2014年 | 3月8日   | iDOL Street 全国ストリート生ステージバトル ストリーーーーーグ2                                 | DVD                  | TUPI-054                   |

## ライブ・イベント

### 単独公演
| 公演日                                                                                      | 公演名                                                                                      | 会場                                      | 出演者                                                                                               | 備考 |
| 2011年                                                                                      | 2011年                                                                                      | 2011年                                    | 2011年                                                                                               | 2011年 |
| ------------------------------------------------------------------------------------------- | ------------------------------------------------------------------------------------------- | ----------------------------------------- | --- | --- |
| 7月16日 - 18日                                                                              | マップ劇場オープン記念公演3Days                                                             | マップ劇場                                | 16日：フルメンバー 17日・18日：e-Street                                                              | |
| 7月22日 - 9月9日                                                                            | マップ劇場レギュラー公演                                                                    | マップ劇場                                | 7月29日：w-Street 7月31日 1公演目：e-Street 2公演目：w-Street 8月26日：フルメンバー その他：e-Street | 毎週金曜（他の曜日もあり） |
| 10月8日                                                                                     | iDOL Street 2011 〜キラキラ☆ホリデー                                                        | WOMB                                      | フルメンバー                                                                                         | マップ劇場の一時閉鎖に伴う代替公演。8日の公演では、2期生の新メンバー3名がお披露目され、「あこがれストリート」・「Peace!Smile Girl」が初披露された。 |
| 10月14日・28日                                                                              | iDOL Street 2011 〜キラキラ☆ホリデー                                                        | 恵比寿LIVE GATE                           | e-Street                                                                                             | マップ劇場の一時閉鎖に伴う代替公演。8日の公演では、2期生の新メンバー3名がお披露目され、「あこがれストリート」・「Peace!Smile Girl」が初披露された。 |
| 2012年                                                                                      |                                                                                             |                                           | | |
| 2月19日                                                                                     | iDOL Street ストリート生 LIVE2012〜Next Street〜                                            | duo MUSIC EXCHANGE                        | フルメンバー                                                                                         | Cheeky Parade初お披露目。当公演をもって山内と菅野が卒業。 |
| 2013年                                                                                      |                                                                                             |                                           | | |
| 1月21日                                                                                     | 全国ストリート生ステージバトル 1st STAGE『ストリーーーーーグ』                              | TwinBox AKIHABARA                         | 名古屋 vs 大阪                                                                                       | 各日2回公演。1月21日・2月18日・3月25日の1部は北が、3月4日の1部は門田が不参加。加藤は各日2部のみ参加。4月1日の2部は大阪による優勝チーム公演に加え、4期生の一部メンバー、GEMの追加メンバー、レーベルの新体制などが発表された。 |
| 1月28日                                                                                     | 全国ストリート生ステージバトル 1st STAGE『ストリーーーーーグ』                              | TwinBox AKIHABARA                         | 東京 vs 福岡                                                                                         | 各日2回公演。1月21日・2月18日・3月25日の1部は北が、3月4日の1部は門田が不参加。加藤は各日2部のみ参加。4月1日の2部は大阪による優勝チーム公演に加え、4期生の一部メンバー、GEMの追加メンバー、レーベルの新体制などが発表された。 |
| 2月3日                                                                                      | 全国ストリート生ステージバトル 1st STAGE『ストリーーーーーグ』                              | TwinBox AKIHABARA                         | 名古屋 vs 福岡                                                                                       | 各日2回公演。1月21日・2月18日・3月25日の1部は北が、3月4日の1部は門田が不参加。加藤は各日2部のみ参加。4月1日の2部は大阪による優勝チーム公演に加え、4期生の一部メンバー、GEMの追加メンバー、レーベルの新体制などが発表された。 |
| 2月4日                                                                                      | 全国ストリート生ステージバトル 1st STAGE『ストリーーーーーグ』                              | TwinBox AKIHABARA                         | 札幌 vs 大阪                                                                                         | 各日2回公演。1月21日・2月18日・3月25日の1部は北が、3月4日の1部は門田が不参加。加藤は各日2部のみ参加。4月1日の2部は大阪による優勝チーム公演に加え、4期生の一部メンバー、GEMの追加メンバー、レーベルの新体制などが発表された。 |
| 2月11日                                                                                     | 全国ストリート生ステージバトル 1st STAGE『ストリーーーーーグ』                              | TwinBox AKIHABARA                         | GEM（ジェムスター）                                                                                  | 各日2回公演。1月21日・2月18日・3月25日の1部は北が、3月4日の1部は門田が不参加。加藤は各日2部のみ参加。4月1日の2部は大阪による優勝チーム公演に加え、4期生の一部メンバー、GEMの追加メンバー、レーベルの新体制などが発表された。 |
| 2月18日                                                                                     | 全国ストリート生ステージバトル 1st STAGE『ストリーーーーーグ』                              | TwinBox AKIHABARA                         | 東京 vs 名古屋                                                                                       | 各日2回公演。1月21日・2月18日・3月25日の1部は北が、3月4日の1部は門田が不参加。加藤は各日2部のみ参加。4月1日の2部は大阪による優勝チーム公演に加え、4期生の一部メンバー、GEMの追加メンバー、レーベルの新体制などが発表された。 |
| 2月25日                                                                                     | 全国ストリート生ステージバトル 1st STAGE『ストリーーーーーグ』                              | TwinBox AKIHABARA                         | 東京 vs 大阪                                                                                         | 各日2回公演。1月21日・2月18日・3月25日の1部は北が、3月4日の1部は門田が不参加。加藤は各日2部のみ参加。4月1日の2部は大阪による優勝チーム公演に加え、4期生の一部メンバー、GEMの追加メンバー、レーベルの新体制などが発表された。 |
| 3月3日                                                                                      | 全国ストリート生ステージバトル 1st STAGE『ストリーーーーーグ』                              | TwinBox AKIHABARA                         | GEM（ジェムスター）                                                                                  | 各日2回公演。1月21日・2月18日・3月25日の1部は北が、3月4日の1部は門田が不参加。加藤は各日2部のみ参加。4月1日の2部は大阪による優勝チーム公演に加え、4期生の一部メンバー、GEMの追加メンバー、レーベルの新体制などが発表された。 |
| 3月4日                                                                                      | 全国ストリート生ステージバトル 1st STAGE『ストリーーーーーグ』                              | TwinBox AKIHABARA                         | 札幌 vs 東京                                                                                         | 各日2回公演。1月21日・2月18日・3月25日の1部は北が、3月4日の1部は門田が不参加。加藤は各日2部のみ参加。4月1日の2部は大阪による優勝チーム公演に加え、4期生の一部メンバー、GEMの追加メンバー、レーベルの新体制などが発表された。 |
| 3月11日                                                                                     | 全国ストリート生ステージバトル 1st STAGE『ストリーーーーーグ』                              | TwinBox AKIHABARA                         | 大阪 vs 福岡                                                                                         | 各日2回公演。1月21日・2月18日・3月25日の1部は北が、3月4日の1部は門田が不参加。加藤は各日2部のみ参加。4月1日の2部は大阪による優勝チーム公演に加え、4期生の一部メンバー、GEMの追加メンバー、レーベルの新体制などが発表された。 |
| 3月18日                                                                                     | 全国ストリート生ステージバトル 1st STAGE『ストリーーーーーグ』                              | TwinBox AKIHABARA                         | 札幌 vs 福岡                                                                                         | 各日2回公演。1月21日・2月18日・3月25日の1部は北が、3月4日の1部は門田が不参加。加藤は各日2部のみ参加。4月1日の2部は大阪による優勝チーム公演に加え、4期生の一部メンバー、GEMの追加メンバー、レーベルの新体制などが発表された。 |
| 3月25日                                                                                     | 全国ストリート生ステージバトル 1st STAGE『ストリーーーーーグ』                              | TwinBox AKIHABARA                         | 名古屋 vs 札幌                                                                                       | 各日2回公演。1月21日・2月18日・3月25日の1部は北が、3月4日の1部は門田が不参加。加藤は各日2部のみ参加。4月1日の2部は大阪による優勝チーム公演に加え、4期生の一部メンバー、GEMの追加メンバー、レーベルの新体制などが発表された。 |
| 4月1日                                                                                      | 全国ストリート生ステージバトル 1st STAGE『ストリーーーーーグ』                              | TwinBox AKIHABARA                         | 大阪 vs 福岡 優勝チーム                                                                              | 各日2回公演。1月21日・2月18日・3月25日の1部は北が、3月4日の1部は門田が不参加。加藤は各日2部のみ参加。4月1日の2部は大阪による優勝チーム公演に加え、4期生の一部メンバー、GEMの追加メンバー、レーベルの新体制などが発表された。 |
| 5月6日                                                                                      | ネク☆すと!!!!!                                                                              | 新宿BLAZE                                 | フルメンバー                                                                                         | |
| 8月3日                                                                                      | 『ストリーーーーーグ2』                                                                     | 東京キネマ倶楽部                          | 開会式スペシャル：フルメンバー                                                                       | 各日2回公演。2014年1月11日に「A Happy Ending」が、1月26日に「キス kiss スキっ!」が初披露された。9月21日・10月6日・19日・26日・11月24日は尾澤が、11月23日の2部・1月18日は金城が、12月1日は加藤・浅川が、2014年1月24日は工藤が、1月26日は隈本が不参加。10月26日の1部は長田が、11月3日は吉本が、2014年1月26日は木戸口が体調不良のため欠席。  |
| 8月18日                                                                                     | 『ストリーーーーーグ2』                                                                     | 名古屋LIVE HALL M.I.D                     | 名古屋 vs 札幌                                                                                       | 各日2回公演。2014年1月11日に「A Happy Ending」が、1月26日に「キス kiss スキっ!」が初披露された。9月21日・10月6日・19日・26日・11月24日は尾澤が、11月23日の2部・1月18日は金城が、12月1日は加藤・浅川が、2014年1月24日は工藤が、1月26日は隈本が不参加。10月26日の1部は長田が、11月3日は吉本が、2014年1月26日は木戸口が体調不良のため欠席。  |
| 9月7日                                                                                      | 『ストリーーーーーグ2』                                                                     | LIVE HOUSE D'                             | 大阪 vs 福岡                                                                                         | 各日2回公演。2014年1月11日に「A Happy Ending」が、1月26日に「キス kiss スキっ!」が初披露された。9月21日・10月6日・19日・26日・11月24日は尾澤が、11月23日の2部・1月18日は金城が、12月1日は加藤・浅川が、2014年1月24日は工藤が、1月26日は隈本が不参加。10月26日の1部は長田が、11月3日は吉本が、2014年1月26日は木戸口が体調不良のため欠席。  |
| 9月15日                                                                                     | 『ストリーーーーーグ2』                                                                     | TwinBox AKIHABARA                         | 東京 vs 札幌                                                                                         | 各日2回公演。2014年1月11日に「A Happy Ending」が、1月26日に「キス kiss スキっ!」が初披露された。9月21日・10月6日・19日・26日・11月24日は尾澤が、11月23日の2部・1月18日は金城が、12月1日は加藤・浅川が、2014年1月24日は工藤が、1月26日は隈本が不参加。10月26日の1部は長田が、11月3日は吉本が、2014年1月26日は木戸口が体調不良のため欠席。  |
| 9月16日                                                                                     | 『ストリーーーーーグ2』                                                                     | LIVE HOUSE D'                             | 大阪 vs 東京                                                                                         | 各日2回公演。2014年1月11日に「A Happy Ending」が、1月26日に「キス kiss スキっ!」が初披露された。9月21日・10月6日・19日・26日・11月24日は尾澤が、11月23日の2部・1月18日は金城が、12月1日は加藤・浅川が、2014年1月24日は工藤が、1月26日は隈本が不参加。10月26日の1部は長田が、11月3日は吉本が、2014年1月26日は木戸口が体調不良のため欠席。  |
| 9月21日                                                                                     | 『ストリーーーーーグ2』                                                                     | Studio Link's                             | 札幌 vs 名古屋                                                                                       | 各日2回公演。2014年1月11日に「A Happy Ending」が、1月26日に「キス kiss スキっ!」が初披露された。9月21日・10月6日・19日・26日・11月24日は尾澤が、11月23日の2部・1月18日は金城が、12月1日は加藤・浅川が、2014年1月24日は工藤が、1月26日は隈本が不参加。10月26日の1部は長田が、11月3日は吉本が、2014年1月26日は木戸口が体調不良のため欠席。  |
| 9月23日                                                                                     | 『ストリーーーーーグ2』                                                                     | Early Believers                           | 福岡 vs 大阪                                                                                         | 各日2回公演。2014年1月11日に「A Happy Ending」が、1月26日に「キス kiss スキっ!」が初披露された。9月21日・10月6日・19日・26日・11月24日は尾澤が、11月23日の2部・1月18日は金城が、12月1日は加藤・浅川が、2014年1月24日は工藤が、1月26日は隈本が不参加。10月26日の1部は長田が、11月3日は吉本が、2014年1月26日は木戸口が体調不良のため欠席。  |
| 10月6日                                                                                     | 『ストリーーーーーグ2』                                                                     | AKIBAカルチャーズ劇場                     | 東京 vs 名古屋                                                                                       | 各日2回公演。2014年1月11日に「A Happy Ending」が、1月26日に「キス kiss スキっ!」が初披露された。9月21日・10月6日・19日・26日・11月24日は尾澤が、11月23日の2部・1月18日は金城が、12月1日は加藤・浅川が、2014年1月24日は工藤が、1月26日は隈本が不参加。10月26日の1部は長田が、11月3日は吉本が、2014年1月26日は木戸口が体調不良のため欠席。  |
| 10月12日                                                                                    | 『ストリーーーーーグ2』                                                                     | Studio Link's                             | 札幌 vs 福岡                                                                                         | 各日2回公演。2014年1月11日に「A Happy Ending」が、1月26日に「キス kiss スキっ!」が初披露された。9月21日・10月6日・19日・26日・11月24日は尾澤が、11月23日の2部・1月18日は金城が、12月1日は加藤・浅川が、2014年1月24日は工藤が、1月26日は隈本が不参加。10月26日の1部は長田が、11月3日は吉本が、2014年1月26日は木戸口が体調不良のため欠席。  |
| 10月19日                                                                                    | 『ストリーーーーーグ2』                                                                     | 名古屋LIVE HALL M.I.D                     | 名古屋 vs 大阪                                                                                       | 各日2回公演。2014年1月11日に「A Happy Ending」が、1月26日に「キス kiss スキっ!」が初披露された。9月21日・10月6日・19日・26日・11月24日は尾澤が、11月23日の2部・1月18日は金城が、12月1日は加藤・浅川が、2014年1月24日は工藤が、1月26日は隈本が不参加。10月26日の1部は長田が、11月3日は吉本が、2014年1月26日は木戸口が体調不良のため欠席。  |
| 10月26日                                                                                    | 『ストリーーーーーグ2』                                                                     | Queblick                                  | 福岡 vs 名古屋                                                                                       | 各日2回公演。2014年1月11日に「A Happy Ending」が、1月26日に「キス kiss スキっ!」が初披露された。9月21日・10月6日・19日・26日・11月24日は尾澤が、11月23日の2部・1月18日は金城が、12月1日は加藤・浅川が、2014年1月24日は工藤が、1月26日は隈本が不参加。10月26日の1部は長田が、11月3日は吉本が、2014年1月26日は木戸口が体調不良のため欠席。  |
| 11月3日                                                                                     | 『ストリーーーーーグ2』                                                                     | AKIBAカルチャーズ劇場                     | 中間発表★オールスター戦：フルメンバー                                                                | 各日2回公演。2014年1月11日に「A Happy Ending」が、1月26日に「キス kiss スキっ!」が初披露された。9月21日・10月6日・19日・26日・11月24日は尾澤が、11月23日の2部・1月18日は金城が、12月1日は加藤・浅川が、2014年1月24日は工藤が、1月26日は隈本が不参加。10月26日の1部は長田が、11月3日は吉本が、2014年1月26日は木戸口が体調不良のため欠席。  |
| 11月4日                                                                                     | 『ストリーーーーーグ2』                                                                     | AKIBAカルチャーズ劇場                     | 東京 vs 大阪                                                                                         | 各日2回公演。2014年1月11日に「A Happy Ending」が、1月26日に「キス kiss スキっ!」が初披露された。9月21日・10月6日・19日・26日・11月24日は尾澤が、11月23日の2部・1月18日は金城が、12月1日は加藤・浅川が、2014年1月24日は工藤が、1月26日は隈本が不参加。10月26日の1部は長田が、11月3日は吉本が、2014年1月26日は木戸口が体調不良のため欠席。  |
| 11月9日                                                                                     | 『ストリーーーーーグ2』                                                                     | Studio Link's                             | 札幌 vs 大阪                                                                                         | 各日2回公演。2014年1月11日に「A Happy Ending」が、1月26日に「キス kiss スキっ!」が初披露された。9月21日・10月6日・19日・26日・11月24日は尾澤が、11月23日の2部・1月18日は金城が、12月1日は加藤・浅川が、2014年1月24日は工藤が、1月26日は隈本が不参加。10月26日の1部は長田が、11月3日は吉本が、2014年1月26日は木戸口が体調不良のため欠席。  |
| 11月23日                                                                                    | 『ストリーーーーーグ2』                                                                     | 名古屋LIVE HALL M.I.D                     | 名古屋 vs 東京                                                                                       | 各日2回公演。2014年1月11日に「A Happy Ending」が、1月26日に「キス kiss スキっ!」が初披露された。9月21日・10月6日・19日・26日・11月24日は尾澤が、11月23日の2部・1月18日は金城が、12月1日は加藤・浅川が、2014年1月24日は工藤が、1月26日は隈本が不参加。10月26日の1部は長田が、11月3日は吉本が、2014年1月26日は木戸口が体調不良のため欠席。  |
| 11月24日                                                                                    | 『ストリーーーーーグ2』                                                                     | LIVE HOUSE D'                             | 大阪 vs 名古屋                                                                                       | 各日2回公演。2014年1月11日に「A Happy Ending」が、1月26日に「キス kiss スキっ!」が初披露された。9月21日・10月6日・19日・26日・11月24日は尾澤が、11月23日の2部・1月18日は金城が、12月1日は加藤・浅川が、2014年1月24日は工藤が、1月26日は隈本が不参加。10月26日の1部は長田が、11月3日は吉本が、2014年1月26日は木戸口が体調不良のため欠席。  |
| 11月30日                                                                                    | 『ストリーーーーーグ2』                                                                     | Early Believers                           | 福岡 vs 札幌                                                                                         | 各日2回公演。2014年1月11日に「A Happy Ending」が、1月26日に「キス kiss スキっ!」が初披露された。9月21日・10月6日・19日・26日・11月24日は尾澤が、11月23日の2部・1月18日は金城が、12月1日は加藤・浅川が、2014年1月24日は工藤が、1月26日は隈本が不参加。10月26日の1部は長田が、11月3日は吉本が、2014年1月26日は木戸口が体調不良のため欠席。  |
| 12月1日                                                                                     | 『ストリーーーーーグ2』                                                                     | Early Believers                           | 福岡 vs 東京                                                                                         | 各日2回公演。2014年1月11日に「A Happy Ending」が、1月26日に「キス kiss スキっ!」が初披露された。9月21日・10月6日・19日・26日・11月24日は尾澤が、11月23日の2部・1月18日は金城が、12月1日は加藤・浅川が、2014年1月24日は工藤が、1月26日は隈本が不参加。10月26日の1部は長田が、11月3日は吉本が、2014年1月26日は木戸口が体調不良のため欠席。  |
| 12月7日                                                                                     | 『ストリーーーーーグ2』                                                                     | LIVE HOUSE D'                             | 大阪 vs 札幌                                                                                         | 各日2回公演。2014年1月11日に「A Happy Ending」が、1月26日に「キス kiss スキっ!」が初披露された。9月21日・10月6日・19日・26日・11月24日は尾澤が、11月23日の2部・1月18日は金城が、12月1日は加藤・浅川が、2014年1月24日は工藤が、1月26日は隈本が不参加。10月26日の1部は長田が、11月3日は吉本が、2014年1月26日は木戸口が体調不良のため欠席。  |
| 2014年1月11日                                                                               | 『ストリーーーーーグ2』                                                                     | AKIBAカルチャーズ劇場                     | 東京 vs 福岡                                                                                         | 各日2回公演。2014年1月11日に「A Happy Ending」が、1月26日に「キス kiss スキっ!」が初披露された。9月21日・10月6日・19日・26日・11月24日は尾澤が、11月23日の2部・1月18日は金城が、12月1日は加藤・浅川が、2014年1月24日は工藤が、1月26日は隈本が不参加。10月26日の1部は長田が、11月3日は吉本が、2014年1月26日は木戸口が体調不良のため欠席。  |
| 2014年1月12日                                                                               | 『ストリーーーーーグ2』                                                                     | 名古屋LIVE HALL M.I.D                     | 名古屋 vs 福岡                                                                                       | 各日2回公演。2014年1月11日に「A Happy Ending」が、1月26日に「キス kiss スキっ!」が初披露された。9月21日・10月6日・19日・26日・11月24日は尾澤が、11月23日の2部・1月18日は金城が、12月1日は加藤・浅川が、2014年1月24日は工藤が、1月26日は隈本が不参加。10月26日の1部は長田が、11月3日は吉本が、2014年1月26日は木戸口が体調不良のため欠席。  |
| 2014年1月18日                                                                               | 『ストリーーーーーグ2』                                                                     | Studio Link's                             | 札幌 vs 東京                                                                                         | 各日2回公演。2014年1月11日に「A Happy Ending」が、1月26日に「キス kiss スキっ!」が初披露された。9月21日・10月6日・19日・26日・11月24日は尾澤が、11月23日の2部・1月18日は金城が、12月1日は加藤・浅川が、2014年1月24日は工藤が、1月26日は隈本が不参加。10月26日の1部は長田が、11月3日は吉本が、2014年1月26日は木戸口が体調不良のため欠席。  |
| 2014年1月24日                                                                               | 『ストリーーーーーグ2』                                                                     | AKIBAカルチャーズ劇場                     | FINAL 閉会式スペシャル前々夜祭：札幌・東京・名古屋・大阪                                             | 各日2回公演。2014年1月11日に「A Happy Ending」が、1月26日に「キス kiss スキっ!」が初披露された。9月21日・10月6日・19日・26日・11月24日は尾澤が、11月23日の2部・1月18日は金城が、12月1日は加藤・浅川が、2014年1月24日は工藤が、1月26日は隈本が不参加。10月26日の1部は長田が、11月3日は吉本が、2014年1月26日は木戸口が体調不良のため欠席。  |
| 2014年1月26日                                                                               | 『ストリーーーーーグ2』                                                                     | 日本青年館                                | FINAL 閉会式スペシャル：フルメンバー                                                                 | 各日2回公演。2014年1月11日に「A Happy Ending」が、1月26日に「キス kiss スキっ!」が初披露された。9月21日・10月6日・19日・26日・11月24日は尾澤が、11月23日の2部・1月18日は金城が、12月1日は加藤・浅川が、2014年1月24日は工藤が、1月26日は隈本が不参加。10月26日の1部は長田が、11月3日は吉本が、2014年1月26日は木戸口が体調不良のため欠席。  |
| 10月4日・11日・18日・25日・11月1日・8日・15日・22日・29日・12月6日・13日・27日              | TOKYO TORiTSU これで委員会 定期公演 2013                                                    | AKIBAカルチャーズ劇場                     | e-Street TOKYO                                                                                       | 12月27日は2回公演。10月4日は中島、18日は吉橋が不参加。 |
| 12月28日                                                                                    | hanarichuワンマンLIVE「クロロプラスト」vol.1 〜冬を選んで咲く花もある〜                     | チェルシーホテル                          | hanarichu                                                                                            | |
| 2014年                                                                                      |                                                                                             |                                           | | |
| 2月9日                                                                                      | SENDAI Twinkle☆moon お披露目LIVE                                                            | 仙台CLUB JUNK BOX                         | e-Street SENDAI                                                                                      | mImiがゲスト出演 |
| 3月8日                                                                                      | ストリーーーーーグ2DVDリリース記念 TOKYO TORiTSU これで委員会 LIVE                          | AKIBAカルチャーズ劇場                     | e-Street TOKYO                                                                                       | 2回公演。緒方は骨折のため欠席。 |
| 3月15日                                                                                     | SENDAI Twinkle☆moon 定期公演                                                                | MACANA                                    | e-Street SENDAI                                                                                      | mImiがゲスト出演 |
| 4月26日                                                                                     | SENDAI Twinkle☆moon 定期公演                                                                | 仙台CLUB JUNK BOX                         | e-Street SENDAI                                                                                      | mImiがゲスト出演 |
| 10月18日                                                                                    | SENDAI Twinkle☆moon 定期公演                                                                | MACANA                                    | e-Street SENDAI                                                                                      | HappyDanceがゲスト出演 |
| 3月19日・4月23日・5月28日・6月25日・7月30日・8月27日・9月24日・10月29日・11月26日・12月17日 | iDOL Street NAGOYA Chubu 定期公演                                                           | 名古屋LIVE HALL M.I.D                     | w-Street NAGOYA                                                                                      | ゲストでCandy☆Drops（3月19日・4月23日・6月25日・8月27日）、DELUXE COLORS!（5月28日）、DIANNA☆SWEET（7月30日）が出演。オープニングアクトでDELUXE COLORS!（3月19日・6月25日・7月30日・8月27日・9月24日・10月29日・11月26日・12月17日）、flapbeats（4月23日）、DIANNA☆SWEET（5月28日）が出演。4月23日の公演で6期生の一部メンバーをお披露目。 |
| 3月30日                                                                                     | iDOL Street 全国ストリート生 全校集会 〜オールメンバー感謝祭 2014春〜                       | AKIBAカルチャーズ劇場                     | フルメンバー                                                                                         | 当公演をもって浅野・後藤・長田が卒業。緒方は骨折のため欠席。 |
| 4月4日                                                                                      | iDOL Street SENDAI Twinkle☆moon 東京初単独公演                                              | AKIBAカルチャーズ劇場                     | e-Street SENDAI                                                                                      | |
| 4月11日 - 6月28日                                                                           | iDOL Street TOKYO TORiTSU これで委員会 定期公演「春夏これクション2014」                     | AKIBAカルチャーズ劇場                     | e-Street TOKYO                                                                                       | 毎週金曜日。5月2日の公演ではw-Street FUKUOKAがゲスト出演して、6期生の一部メンバーをお披露目。6月20日の公演にはe-Street SAPPOROがゲスト出演。緒方は骨折のため全日程欠席。4月18日・25日は加藤が、6月27日は金城が不参加。 |
| 5月25日                                                                                     | アイドル横丁新聞杯〜全国スト生アイドル横丁夏まつり!! 2014ステージ争奪全校集会の陣〜         | AKIBAカルチャーズ劇場                     | フルメンバー                                                                                         | |
| 6月28日                                                                                     | TOKYO TORiTSU これで委員会内勃発!カラオケバトル! supported by SHIDAX                        | AKIBAカルチャーズ劇場                     | e-Street TOKYO                                                                                       | 2回公演。緒方は骨折のため欠席。 |
| 7月4日 - 9月19日                                                                            | iDOL Street TOKYO TORiTSU これで委員会 定期公演「TOこ夏、燃え尽きなくて委員会っ!?」         | AKIBAカルチャーズ劇場                     | e-Street TOKYO                                                                                       | 最終週を除く毎週金曜日。8月15日はGEMの村上来渚・伊山摩穂がゲスト出演。7月4日・11日・18日・8月1日は緒方が骨折のため欠席。 |
| 8月7日                                                                                      | hanarichu生誕1周年LIVE「クロロプラスト」2 〜夏の夜空に咲く花が、映る瞳に恋をした〜          | AKIBAカルチャーズ劇場                     | hanarichu                                                                                            | |
| 8月8日                                                                                      | 大阪 DAIZY7 定期公演「DAIZY魂みせたんで!」                                                  | FANJ twice                                | w-Street OSAKA                                                                                       | オープニングアクトでRiluceが出演 |
| 9月25日                                                                                     | 大阪 DAIZY7 定期公演「DAIZY魂みせたんで!」                                                  | ROCKTOWN                                  | w-Street OSAKA                                                                                       | オープニングアクトでPARLISHが出演 |
| 10月10日                                                                                    | フィラデルフィアクリームチーズpresents『ストリーーーーーーグ3』                             | AKIBAカルチャーズ劇場                     | 東京 vs 札幌                                                                                         | 各日2回公演（10月10日を除く）。12月27日は吉本が、28日は吉本・米満が体調不良のため欠席。12月6日に予定されていた福岡 vs 大阪はスケジュールの都合で12月21日に延期。会場も変更となった。 |
| 10月11日                                                                                    | フィラデルフィアクリームチーズpresents『ストリーーーーーーグ3』                             | AKIBAカルチャーズ劇場                     | 開会式スペシャル：フルメンバー、東京 vs 札幌                                                         | 各日2回公演（10月10日を除く）。12月27日は吉本が、28日は吉本・米満が体調不良のため欠席。12月6日に予定されていた福岡 vs 大阪はスケジュールの都合で12月21日に延期。会場も変更となった。 |
| 10月18日                                                                                    | フィラデルフィアクリームチーズpresents『ストリーーーーーーグ3』                             | 名古屋Live Hall M.I.D                     | 名古屋 vs 大阪                                                                                       | 各日2回公演（10月10日を除く）。12月27日は吉本が、28日は吉本・米満が体調不良のため欠席。12月6日に予定されていた福岡 vs 大阪はスケジュールの都合で12月21日に延期。会場も変更となった。 |
| 10月19日                                                                                    | フィラデルフィアクリームチーズpresents『ストリーーーーーーグ3』                             | 名古屋Live Hall M.I.D                     | 名古屋 vs 福岡                                                                                       | 各日2回公演（10月10日を除く）。12月27日は吉本が、28日は吉本・米満が体調不良のため欠席。12月6日に予定されていた福岡 vs 大阪はスケジュールの都合で12月21日に延期。会場も変更となった。 |
| 11月1日                                                                                     | フィラデルフィアクリームチーズpresents『ストリーーーーーーグ3』                             | 専門学校デジタルアーツ仙台 ライブシアター | 仙台 vs 札幌                                                                                         | 各日2回公演（10月10日を除く）。12月27日は吉本が、28日は吉本・米満が体調不良のため欠席。12月6日に予定されていた福岡 vs 大阪はスケジュールの都合で12月21日に延期。会場も変更となった。 |
| 11月2日                                                                                     | フィラデルフィアクリームチーズpresents『ストリーーーーーーグ3』                             | 専門学校デジタルアーツ仙台 ライブシアター | 仙台 vs 東京                                                                                         | 各日2回公演（10月10日を除く）。12月27日は吉本が、28日は吉本・米満が体調不良のため欠席。12月6日に予定されていた福岡 vs 大阪はスケジュールの都合で12月21日に延期。会場も変更となった。 |
| 11月15日                                                                                    | フィラデルフィアクリームチーズpresents『ストリーーーーーーグ3』                             | 九条BB Station                            | 大阪 vs 福岡                                                                                         | 各日2回公演（10月10日を除く）。12月27日は吉本が、28日は吉本・米満が体調不良のため欠席。12月6日に予定されていた福岡 vs 大阪はスケジュールの都合で12月21日に延期。会場も変更となった。 |
| 11月16日                                                                                    | フィラデルフィアクリームチーズpresents『ストリーーーーーーグ3』                             | 九条BB Station                            | 大阪 vs 名古屋                                                                                       | 各日2回公演（10月10日を除く）。12月27日は吉本が、28日は吉本・米満が体調不良のため欠席。12月6日に予定されていた福岡 vs 大阪はスケジュールの都合で12月21日に延期。会場も変更となった。 |
| 11月29日                                                                                    | フィラデルフィアクリームチーズpresents『ストリーーーーーーグ3』                             | Link's HALL                               | 札幌 vs 東京                                                                                         | 各日2回公演（10月10日を除く）。12月27日は吉本が、28日は吉本・米満が体調不良のため欠席。12月6日に予定されていた福岡 vs 大阪はスケジュールの都合で12月21日に延期。会場も変更となった。 |
| 11月30日                                                                                    | フィラデルフィアクリームチーズpresents『ストリーーーーーーグ3』                             | Link's HALL                               | 札幌 vs 仙台                                                                                         | 各日2回公演（10月10日を除く）。12月27日は吉本が、28日は吉本・米満が体調不良のため欠席。12月6日に予定されていた福岡 vs 大阪はスケジュールの都合で12月21日に延期。会場も変更となった。 |
| 12月6日                                                                                     | フィラデルフィアクリームチーズpresents『ストリーーーーーーグ3』                             | INSA                                      | 福岡 vs 大阪 (中止)                                                                                  | 各日2回公演（10月10日を除く）。12月27日は吉本が、28日は吉本・米満が体調不良のため欠席。12月6日に予定されていた福岡 vs 大阪はスケジュールの都合で12月21日に延期。会場も変更となった。 |
| 12月7日                                                                                     | フィラデルフィアクリームチーズpresents『ストリーーーーーーグ3』                             | INSA                                      | 福岡 vs 名古屋                                                                                       | 各日2回公演（10月10日を除く）。12月27日は吉本が、28日は吉本・米満が体調不良のため欠席。12月6日に予定されていた福岡 vs 大阪はスケジュールの都合で12月21日に延期。会場も変更となった。 |
| 12月13日                                                                                    | フィラデルフィアクリームチーズpresents『ストリーーーーーーグ3』                             | AKIBAカルチャーズ劇場                     | 東京 vs 仙台                                                                                         | 各日2回公演（10月10日を除く）。12月27日は吉本が、28日は吉本・米満が体調不良のため欠席。12月6日に予定されていた福岡 vs 大阪はスケジュールの都合で12月21日に延期。会場も変更となった。 |
| 12月21日                                                                                    | フィラデルフィアクリームチーズpresents『ストリーーーーーーグ3』                             | Gate's7                                   | 福岡 vs 大阪                                                                                         | 各日2回公演（10月10日を除く）。12月27日は吉本が、28日は吉本・米満が体調不良のため欠席。12月6日に予定されていた福岡 vs 大阪はスケジュールの都合で12月21日に延期。会場も変更となった。 |
| 12月27日                                                                                    | フィラデルフィアクリームチーズpresents『ストリーーーーーーグ3』                             | AKIBAカルチャーズ劇場                     | 準決勝：札幌（e-Street1位） vs 名古屋（w-Street2位）、福岡（w-Street1位） vs 仙台（e-Street2位）     | 各日2回公演（10月10日を除く）。12月27日は吉本が、28日は吉本・米満が体調不良のため欠席。12月6日に予定されていた福岡 vs 大阪はスケジュールの都合で12月21日に延期。会場も変更となった。 |
| 12月28日                                                                                    | フィラデルフィアクリームチーズpresents『ストリーーーーーーグ3』                             | AKIBAカルチャーズ劇場                     | 決勝戦：札幌 vs 福岡、閉会式FINAL：フルメンバー                                                      | 各日2回公演（10月10日を除く）。12月27日は吉本が、28日は吉本・米満が体調不良のため欠席。12月6日に予定されていた福岡 vs 大阪はスケジュールの都合で12月21日に延期。会場も変更となった。 |
| 12月14日                                                                                    | hanarichu 初ツーマンLIVE 2014 〜hanarichuと吉田凜音で友達の"花"が咲いてぃぃぃ!!〜           | チェルシーホテル                          | hanarichu                                                                                            | 吉田凜音との共演 |
| 2015年                                                                                      |                                                                                             |                                           | | |
| 1月18日                                                                                     | 花活ツアー 〜かわいい花娘には旅をさせよ〜                                                   | ソフマップ名古屋駅ナカ店                  | hanarichu                                                                                            | 観覧無料のインストアライブ。この他に名古屋市内で路上ライブも実施した。 |
| 1月31日                                                                                     | 花活ツアー 〜かわいい花娘には旅をさせよ〜                                                   | タワーレコード梅田NU茶屋町店              | hanarichu                                                                                            | 観覧無料のインストアライブ。この他に大阪市内で花配りも実施した。 |
| 2月1日                                                                                      | 花活ツアー 〜かわいい花娘には旅をさせよ〜                                                   | TSUTAYA O-nest                            | hanarichu                                                                                            | 『hanarichu花活ツアー ファイナルライブ2015』と銘打ったライブ。吉田凜音がゲスト出演。ライブの模様はSHOWROOMで生配信された。緒方が3月末をもって卒業することが発表された。 |
| 1月21日・2月25日・3月25日                                                                   | iDOL Street NAGOYA Chubu 定期公演                                                           | 名古屋LIVE HALL M.I.D                     | w-Street NAGOYA                                                                                      | オープニングアクトでDELUXE COLORS!が出演 |
| 1月23日・2月20日・3月22日                                                                   | 大阪 DAIZY7 定期公演「DAIZY魂みせたんで!」                                                  | ROCKTOWN                                  | w-Street OSAKA                                                                                       | 3月のvol.5公演で宮本が3月末をもって卒業することが本人の口から発表された。 |
| 1月24日・2月22日・3月21日                                                                   | FUKUOKAはかたみにょん★定期公演 〜観に来てみんしゃい!!夢に向かっていくっちゃん♪〜            | 新天町 ミュージックプラザ インドウ        | w-Street FUKUOKA                                                                                     | 2月のvol.2公演より隈本が考えたサブタイトルが採用された。3月のvol.3公演で立石が3月末をもって卒業することが本人の口から発表された。 |
| 3月15日                                                                                     | SENDAI Twinkle☆moon 定期ライブ                                                              | MACANA                                    | e-Street SENDAI                                                                                      | 高橋・栗村が3月末をもって卒業することが本人の口から発表された。 |
| 3月15日                                                                                     | TOKYO TORiTSU これで委員会 単独公演「TOこ員!緊急いいんかーい」                              | AKIBAカルチャーズ劇場                     | e-Street TOKYO                                                                                       | 金城・米満が3月末をもって卒業することが本人の口から発表された。 |
| 3月21日                                                                                     | サッポロ Snow♥Loveits 初単独ライブ                                                          | Sound Lab mole                            | e-Street SAPPORO                                                                                     | |
| 3月27日                                                                                     | hanarichu 緒方もも 卒業LIVE「出荷」〜あの日見た花の名前を、僕たちは忘れない〜@渋谷 THE GAME | SHIBUYA THE GAME                          | hanarichu                                                                                            | 緒方がソロ曲「あの花」を初披露。当公演をもって緒方が卒業。 |
| 3月29日                                                                                     | iDOL Street ストリート生全校集会 〜2014年度終業式〜                                         | AKIBAカルチャーズ劇場                     | フルメンバー                                                                                         | 木戸口がソロ曲「恋するチーズケーキ」を初披露。当公演をもって高橋・栗村・金城・米満・宮本・立石が卒業。 |
| 8月7日                                                                                      | hanarichu ファイナルライブ 全員出荷祭 〜一度の人生 咲き誇れ!〜                              | 六本木morph-Tokyo                         | hanarichu                                                                                            | 新曲「あいのうた〜The Rose〜」、「さくらさくら」が初披露。「あの花」は4人によって披露される。 |
| 10月10日・11月8日・12月20日                                                                 | トーキョー夢ぴよ組 定期公演@東京アイドル劇場                                                | 東京アイドル劇場                          | e-Street TOKYO                                                                                       | 11月8日・12月20日は2回公演 |
| 10月24日                                                                                    | リプトン presents『ストリーグ!!!!（フォー）』                                               | AKIBAカルチャーズ劇場                     | 東京 vs 札幌                                                                                         | 各日2回公演（10月24日を除く） |
| 10月25日                                                                                    | リプトン presents『ストリーグ!!!!（フォー）』                                               | AKIBAカルチャーズ劇場                     | 開会式SPECIAL!!!!：フルメンバー、東京 vs 札幌                                                        | 各日2回公演（10月24日を除く） |
| 10月31日                                                                                    | リプトン presents『ストリーグ!!!!（フォー）』                                               | 九条BB Station                            | 大阪 vs 名古屋                                                                                       | 各日2回公演（10月24日を除く） |
| 11月1日                                                                                     | リプトン presents『ストリーグ!!!!（フォー）』                                               | 九条BB Station                            | 大阪 vs 福岡                                                                                         | 各日2回公演（10月24日を除く） |
| 11月7日                                                                                     | リプトン presents『ストリーグ!!!!（フォー）』                                               | Link's HALL                               | 札幌 vs 東京                                                                                         | 各日2回公演（10月24日を除く） |
| 11月8日                                                                                     | リプトン presents『ストリーグ!!!!（フォー）』                                               | Link's HALL                               | 札幌 vs 仙台                                                                                         | 各日2回公演（10月24日を除く） |
| 11月22日                                                                                    | リプトン presents『ストリーグ!!!!（フォー）』                                               | 国立音楽院 KMAパラダイスホール            | 東京 vs 仙台                                                                                         | 各日2回公演（10月24日を除く） |
| 11月28日                                                                                    | リプトン presents『ストリーグ!!!!（フォー）』                                               | 大須Dt.BLD                                | 名古屋 vs 大阪                                                                                       | 各日2回公演（10月24日を除く） |
| 11月29日                                                                                    | リプトン presents『ストリーグ!!!!（フォー）』                                               | 大須Dt.BLD                                | 名古屋 vs 福岡                                                                                       | 各日2回公演（10月24日を除く） |
| 12月5日                                                                                     | リプトン presents『ストリーグ!!!!（フォー）』                                               | 専門学校デジタルアーツ仙台 ライブシアター | 仙台 vs 札幌                                                                                         | 各日2回公演（10月24日を除く） |
| 12月6日                                                                                     | リプトン presents『ストリーグ!!!!（フォー）』                                               | 専門学校デジタルアーツ仙台 ライブシアター | 仙台 vs 東京                                                                                         | 各日2回公演（10月24日を除く） |
| 12月19日                                                                                    | リプトン presents『ストリーグ!!!!（フォー）』                                               | DRUM SON                                  | 福岡 vs 名古屋                                                                                       | 各日2回公演（10月24日を除く） |
| 12月20日                                                                                    | リプトン presents『ストリーグ!!!!（フォー）』                                               | MUSK                                      | 福岡 vs 大阪                                                                                         | 各日2回公演（10月24日を除く） |
| 2016年1月9日                                                                                | リプトン presents『ストリーグ!!!!（フォー）』                                               | 恵比寿 CreAto                             | 準決勝：仙台（e-Street1位） vs 福岡（w-Street2位）、名古屋（w-Street1位） vs 東京（e-Street2位）     | 各日2回公演（10月24日を除く） |
| 2016年1月10日                                                                               | リプトン presents『ストリーグ!!!!（フォー）』                                               | 恵比寿 CreAto                             | 5位決定戦：札幌 vs 大阪、3位決定戦：名古屋 vs 福岡                                                   | 各日2回公演（10月24日を除く） |
| 2016年1月11日                                                                               | リプトン presents『ストリーグ!!!!（フォー）』                                               | AKIBAカルチャーズ劇場                     | 優勝決定戦：仙台 vs 東京、閉会式FINAL!!!!：フルメンバー                                              | 各日2回公演（10月24日を除く） |
| 2016年                                                                                      |                                                                                             |                                           | | |
| 1月31日・2月27日・3月20日                                                                   | トーキョー夢ぴよ組 定期公演vol.2@東京アイドル劇場                                           | 東京アイドル劇場                          | e-Street TOKYO                                                                                       | 2回公演 |
| 2月14日                                                                                     | ストリーグ!!!!優勝記念 トーキョー夢ぴよ組 単独公演                                          | 恵比寿 CreAto                             | e-Street TOKYO                                                                                       | |
| 2月14日                                                                                     | ストリーグ!!!!個人MVP記念 木戸口桜子 ソロコンサート                                         | 恵比寿 CreAto                             | 木戸口                                                                                               | |
| 3月21日                                                                                     | iDOL Street Student 2015年度全校集会                                                        | AKIBAカルチャーズ劇場                     | フルメンバー                                                                                         | 当公演をもって工藤・田中・遠藤・沖本・北島・音嶋・隈本・蓮見が卒業。井村は体調不良のため欠席。ライブの模様はSHOWROOMで生配信された。 |
| 4月23日・5月15日・6月12日                                                                   | トーキョー夢ぴよ組 定期公演vol.3@東京アイドル劇場                                           | 東京アイドル劇場                          | e-Street TOKYO                                                                                       | 5月15日・6月12日は2回公演 |
| 7月18日・25日・8月1日・8日・15日・22日(中止)・29日                                          | デビュー直前アイドル5組新人公演2016〜真夏のシンデレラたち〜                                 | AKIBAカルチャーズ劇場                     | すとゅらみっChu                                                                                      | すとゅらみっChu選抜のメンバーは井村・沓掛・荒川・井柳・森川・木下の6名。8月22日は公演最終回だったが台風接近のため中止となり、29日に代替公演が行われた。 |
| 10月24日・11月21日・12月19日・2017年2月13日・3月13日                                        | すとゅらみっChu SS 定期公演 〜walk around the idol street〜                                 | AKIBAカルチャーズ劇場                     | すとゅらみっChu Stars                                                                                | すとゅらみっChu Starsのメンバーは猪子・前田・荒川・横尾・若松・中山・横野の7名。10月24日は前田が欠席。12月19日は前田のみ自宅からテレビ電話で参加。ライブの模様はアイドル専門チャンネルPigooで生放送された。 |
| 11月7日・12月5日・2017年1月30日・2月27日                                                    | すとゅらみっChu SS 定期公演 〜walk around the idol street〜                                 | AKIBAカルチャーズ劇場                     | すとゅらみっChu Suns                                                                                 | すとゅらみっChu Sunsのメンバーは井村・沓掛・荒川・武井・日紫喜の5名。ライブの模様はアイドル専門チャンネルPigooで生放送された。 |
| 2017年                                                                                      |                                                                                             |                                           | | |
| 3月26日                                                                                     | ストリート生 2016年度全校集会                                                               | AKIBAカルチャーズ劇場                     | フルメンバー                                                                                         | 当公演をもって沓掛・前田・横尾・若松・井柳・中山・日紫喜が卒業。ライブの模様はSHOWROOMで生配信された。 |
| 3月28日                                                                                     | すとゅらみっChu SS定期公演 MVPメンバー ファンイベント                                       | 秋葉原 Pigooスタジオ                      | 武井                                                                                                 | 2回公演。第1部には荒川・横尾、第2部には荒川・若松がゲスト出演。 |
| 8月10日                                                                                     | iDOL Street ストリート生 夏の壮行会                                                         | 恵比寿CreAto                              | フルメンバー                                                                                         | 当公演をもって猪子・井村・荒川・武井・横野が卒業し、「ストリート生」制度が一旦終了した。ライブの模様はSHOWROOMで生配信された。 |

### イベント
※ほか、エイベックス主催の各種イベント（avex artist academy Vocal Try Stage、avex Rookies Theater、エイベックス・チャレンジステージなど）やレーベル内のプロモーションイベントに出演。

### ストリーグ

#### 1st STAGE
iDOLStreet 全国ストリート生ステージバトル 1st STAGE『ストリーーーーーグ』は、全国で1位のチームを決定する全チーム総当たりのライブ&バラエティバトル。2013年1月21日から4月1日の期間で、全10日間20公演が行われた。公演はニコニコ生放送で生配信され、チーム勝敗は視聴者による投票で決定された。また、MVPを決める投票が各公演の来場者によって行われ、結果を最終公演で発表した。
全日程終了時点で大阪と福岡の勝ち点が同点だったため、4月1日の1部に優勝決定戦が行われて大阪が勝利した。
| チーム | 札幌 | 札幌 | 東京 | 東京 | 名古屋 | 名古屋 | 大阪 | 大阪 | 大阪 | 福岡 | 福岡 | 福岡 | 勝ち点 | 順位 |
| ------ | ---- | ---- | ---- | ---- | ------ | ------ | ---- | ---- | ---- | ---- | ---- | ---- | ------ | ---- |
| 札幌   | -    | -    | ×    | ○    | ○      | ×      | ○    | ×    | -    | ○    | ×    | -    | 12     | 3位  |
| 東京   | ○    | ×    | -    | -    | ×      | ×      | ○    | ×    | -    | ×    | ○    | -    | 9      | 5位  |
| 名古屋 | ×    | ○    | ○    | ○    | -      | -      | ×    | ○    | -    | ×    | ×    | -    | 12     | 3位  |
| 大阪   | ×    | ○    | ×    | ○    | ○      | ×      | -    | -    | -    | ○    | Δ    | ○    | 16     | 1位  |
| 福岡   | ×    | ○    | ○    | ×    | ○      | ○      | ×    | Δ    | ×    | -    | -    | -    | 13     | 2位  |

大会テーマソング
明日へSTEP!
MVP順位
1.金澤 2.武田 3.伊藤 4.村上 5.森岡 6.永戸・大関 8.加藤 9.浅川 10.金浜
備考
MVPを獲得した金澤は副賞として『SIZZLE STREET』vol.13 ストリート生ver.の表紙を飾った。

#### 2nd STAGE
iDOLStreet 全国ストリート生ステージバトル 〜2ndステージ〜『ストリーーーーーグ2』は、2013年8月3日から2014年1月26日の期間で、開会式や閉会式などの特別公演を含めて全24日間46公演が行われた。今回はホーム・アンド・アウェー方式を採用。チーム勝敗はニコニコ生放送の視聴者による投票と来場者による投票の合計値で決定。またMVPは投票用の特設ウェブサイトから誰でも投票でき、11月3日に中間順位が、1月26日に最終順位が発表された。
札幌と東京が同点のまま1月18日の最終戦をむかえ、札幌VS東京の直接対決で札幌が2勝して優勝した。
| チーム | チーム | 札幌 | 札幌 | 東京 | 東京 | 名古屋 | 名古屋 | 大阪 | 大阪 | 福岡 | 福岡 | 勝ち点 | ポイント | 順位 |
| ------ | ------ | ---- | ---- | ---- | ---- | ------ | ------ | ---- | ---- | ---- | ---- | ------ | -------- | ---- |
| 札幌   | HOME   | -    | -    | ○    | ○    | ○      | ○      | ○    | ○    | ○    | ○    | 30     | 1294.0   | 1位  |
| 札幌   | AWAY   | -    | -    | ○    | ×    | ○      | ×      | ×    | ×    | ×    | ×    | 30     | 1294.0   | 1位  |
| 東京   | HOME   | ×    | ○    | -    | -    | ○      | ○      | ×    | ○    | ○    | ○    | 24     | 1586.5   | 2位  |
| 東京   | AWAY   | ×    | ×    | -    | -    | ×      | ×      | ○    | ×    | ○    | ×    | 24     | 1586.5   | 2位  |
| 名古屋 | HOME   | ×    | ○    | ○    | ○    | -      | -      | ○    | ○    | ○    | ○    | 24     | 1477.6   | 3位  |
| 名古屋 | AWAY   | ×    | ×    | ×    | ×    | -      | -      | ×    | ×    | ○    | ×    | 24     | 1477.6   | 3位  |
| 大阪   | HOME   | ○    | ○    | ×    | ○    | ○      | ○      | -    | -    | ×    | ○    | 24     | 1186.9   | 4位  |
| 大阪   | AWAY   | ×    | ×    | ○    | ×    | ×      | ×      | -    | -    | ×    | ○    | 24     | 1186.9   | 4位  |
| 福岡   | HOME   | ○    | ○    | ×    | ○    | ×      | ○      | ○    | ×    | -    | -    | 18     | 1171.3   | 5位  |
| 福岡   | AWAY   | ×    | ×    | ×    | ×    | ×      | ×      | ○    | ×    | -    | -    | 18     | 1171.3   | 5位  |

大会テーマソング
明日へSTEP!（2013年）
A Happy Ending（2014年）
MVP中間順位
1.木戸口 2.加藤 3.傍士 4.廣川 5.河合 6.横山 7.石川 8.浅川 9.小玉 10.坂元
MVP最終順位
1.廣川 2.加藤 3.木戸口 4.傍士 5.河合 6.横山 7.石川 8.浅川 9.尾澤 10.小玉 11.三品 12.内村 13.吉橋 14.浅野 15.坂元 16.緒方 17.吉本 18.松田 19.隈本 20.松脇
備考
優勝した札幌には副賞としてオリジナルソング「PAPAPA パステルカラー」の スタジオライブMV が制作された。またMVPを獲得した廣川は副賞として『SIZZLE STREET』vol.1 Student ver.の表紙を飾った。

#### 3rd STAGE
フィラデルフィアクリームチーズpresents iDOL Street 全国ストリート生ステージバトル『ストリーーーーーーグ3』は、2014年10月10日から12月28日の期間で、開会式や閉会式などの特別公演を含めて全15日間29公演が行われた。勝敗は、SHOWROOMの視聴者による"ネット投票"、来場者の入場券による"会場投票"、スポンサーである森永乳業のフィラデルフィアクリームチーズを購入して来場者が投票する"スペシャル投票"、この3種類の投票の合計値で決定。またMVPは投票用の特設ウェブサイトから誰でも投票でき、12月28日の閉会式SPで順位が発表された。
今回はe-Streetとw-Streetに分かれてホーム・アンド・アウェー方式で予選リーグが行われ、準決勝と決勝はトーナメント方式で行われた。e-Streetリーグ1位の札幌とw-Streetリーグ2位の名古屋による準決勝1戦目、w-Streetリーグ1位の福岡とe-Streetリーグ2位の仙台による準決勝2戦目があり、それぞれを勝ち抜いた札幌と福岡による決勝戦が行われて札幌が優勝した。
| チーム | チーム | 札幌 | 札幌 | 仙台 | 仙台 | 東京 | 東京 | 勝ち点 | 順位 |
| ------ | ------ | ---- | ---- | ---- | ---- | ---- | ---- | ------ | ---- |
| 札幌   | HOME   | -    | -    | ○    | ○    | ○    | ○    | 15     | 1位  |
| 札幌   | AWAY   | -    | -    | ×    | ×    | ×    | ○    | 15     | 1位  |
| 仙台   | HOME   | ○    | ○    | -    | -    | ○    | ○    | 12     | 2位  |
| 仙台   | AWAY   | ×    | ×    | -    | -    | ×    | ×    | 12     | 2位  |
| 東京   | HOME   | ○    | ×    | ○    | ○    | -    | -    | 9      | 3位  |
| 東京   | AWAY   | ×    | ×    | ×    | ×    | -    | -    | 9      | 3位  |

| チーム | チーム | 名古屋 | 名古屋 | 大阪 | 大阪 | 福岡 | 福岡 | 勝ち点 | 順位 |
| ------ | ------ | ------ | ------ | ---- | ---- | ---- | ---- | ------ | ---- |
| 名古屋 | HOME   | -      | -      | ○    | ×    | ○    | ○    | 12     | 2位  |
| 名古屋 | AWAY   | -      | -      | ○    | ×    | ×    | ×    | 12     | 2位  |
| 大阪   | HOME   | ×      | ○      | -    | -    | ×    | ×    | 6      | 3位  |
| 大阪   | AWAY   | ×      | ○      | -    | -    | ×    | ×    | 6      | 3位  |
| 福岡   | HOME   | ○      | ○      | ○    | ○    | -    | -    | 18     | 1位  |
| 福岡   | AWAY   | ×      | ×      | ○    | ○    | -    | -    | 18     | 1位  |

決勝トーナメント
|  | 準決勝                       | 準決勝 |                              |  | 決勝 | 決勝 |
|  |                              |        |                              |  |      |      |
|  | 会場 : AKIBAカルチャーズ劇場 |        |                              |  |      |      |
|  | 札幌 (e-Street 1位)          | ○      |                              |  |      |      |
|  | 名古屋 (w-Street 2位)        | ×      |                              |  |      |      |
|  |                              |        | 会場 : AKIBAカルチャーズ劇場 |  |      |      |
|  | 札幌                         | ○      |                              |  |      |      |
|  |                              | 福岡   | ×                            |  |      |      |
|  | 会場 : AKIBAカルチャーズ劇場 |        |                              |  |      |      |
|  | 福岡 (w-Street 1位)          | ○      |                              |  |      |      |
|  | 仙台 (e-Street 2位)          | ×      |                              |  |      |      |

大会テーマソング
ハッピー・サークル・ストリート
MVP順位
1.木戸口 2.尾澤 3.廣川 4.三品 5.松脇 6.宮本 7.河合 8.横山 9.沓掛 10.蓮見 11.北島 12.坂元 13.小玉 14.木下 15.隈本 16.立石 17.栗村 18.山﨑 19.月山 20.工藤
備考
優勝した札幌は副賞としてBS-TBSのオリジナルドラマ「恋するチーズケーキ」のメインキャストとして出演した（主演は小玉）。またMVPを獲得した木戸口は副賞として同ドラマのテーマ曲となるソロ曲「恋するチーズケーキ」が贈呈された。

#### 4th STAGE
iDOL Street 全国ストリート生ステージバトル『リプトンpresentsストリーグ!!!!』は、2015年10月24日から2016年1月11日の期間で、開会式や閉会式などの特別公演を含めて全16日間31公演が行われた。
勝敗は、今回大会より新設されたSHOWROOMとのコラボ番組でのポイントで獲得できる「番組票」、会場来場者による「会場票」、ネット配信ユーザーによる「ネット票」、協賛企業であるリプトン商品を購入して来場者が投票する「スペシャル票」の4つの合計値で決定。またMVPは投票用の特設ウェブサイトから誰でも投票でき、閉会式FINAL!!!!で順位が発表された。
前回同様、e-Street&w-Streetそれぞれホーム&アウェイ形式の予選リーグを勝ち抜いた東西2チームずつが決勝トーナメントを戦い優勝チームが決定。また、今回大会より新たに設けられた順位決定戦により各チーム1〜6位までの順位が下記のように決まった。
| チーム | チーム | 札幌 | 札幌 | 仙台 | 仙台 | 東京 | 東京 | 勝ち点 | 順位 |
| ------ | ------ | ---- | ---- | ---- | ---- | ---- | ---- | ------ | ---- |
| 札幌   | HOME   | -    | -    | ×    | ○    | ×    | ×    | 3      | 3位  |
| 札幌   | AWAY   | -    | -    | ×    | ×    | ×    | ×    | 3      | 3位  |
| 仙台   | HOME   | ○    | ○    | -    | -    | ○    | ○    | 21     | 1位  |
| 仙台   | AWAY   | ○    | ×    | -    | -    | ○    | ○    | 21     | 1位  |
| 東京   | HOME   | ○    | ○    | ×    | ×    | -    | -    | 12     | 2位  |
| 東京   | AWAY   | ○    | ○    | ×    | ×    | -    | -    | 12     | 2位  |

| チーム | チーム | 名古屋 | 名古屋 | 大阪 | 大阪 | 福岡 | 福岡 | 勝ち点 | 順位 |
| ------ | ------ | ------ | ------ | ---- | ---- | ---- | ---- | ------ | ---- |
| 名古屋 | HOME   | -      | -      | ○    | ○    | ○    | ○    | 18     | 1位  |
| 名古屋 | AWAY   | -      | -      | ○    | ○    | ×    | ×    | 18     | 1位  |
| 大阪   | HOME   | ×      | ×      | -    | -    | ○    | ○    | 6      | 3位  |
| 大阪   | AWAY   | ×      | ×      | -    | -    | ×    | ×    | 6      | 3位  |
| 福岡   | HOME   | ○      | ○      | ○    | ○    | -    | -    | 12     | 2位  |
| 福岡   | AWAY   | ×      | ×      | ×    | ×    | -    | -    | 12     | 2位  |

順位決定戦
|  | 準決勝                | 準決勝               |                              |                      | 優勝決定戦 | 優勝決定戦 |
|  |                       |                      |                              |                      |            |            |
|  | 会場 : 恵比寿 CreAto  |                      |                              |                      |            |            |
|  | 仙台 (e-Street 1位)   | ○                    |                              |                      |            |            |
|  | 福岡 (w-Street 2位)   | ×                    |                              |                      |            |            |
|  |                       |                      | 会場 : AKIBAカルチャーズ劇場 |                      |            |            |
|  | 仙台                  | ×                    |                              |                      |            |            |
|  |                       | 東京                 | ○                            |                      |            |            |
|  |                       |                      |                              |                      |            |            |
|  | 3位決定戦             |                      |                              |                      |            |            |
|  | 会場 : 恵比寿 CreAto  | 会場 : 恵比寿 CreAto | 会場 : 恵比寿 CreAto         | 会場 : 恵比寿 CreAto |            |            |
|  | 名古屋 (w-Street 1位) | ×                    | 名古屋                       | ○                    |            |            |
|  | 東京 (e-Street 2位)   | ○                    |                              | 福岡                 | ×          |            |

|  | 5位決定戦            |   |
|  |                      |   |
|  | 会場 : 恵比寿 CreAto |   |
|  |                      |   |
|  | 札幌 (e-Street 3位)  | ○ |
|  | 札幌 (e-Street 3位)  | ○ |
|  | 大阪 (w-Street 3位)  | × |
|  | 大阪 (w-Street 3位)  | × |

最終順位
1.東京 2.仙台 3.名古屋 4.福岡 5.札幌 6.大阪
大会テーマソング
Happy Days
MVP順位
1.木戸口 2.尾澤 3.荒川 4.阿部 5.沓掛 6.隈本 7.蓮見 8.北島 9.井柳 10.森川 11.吉田 12.木下 13.月山 14.井村 15.前田 16.横山・遠藤 18.工藤 19.武井 20.田中
備考
優勝した東京のメンバーは副賞としてリプトンのコマーシャルに出演し、さらにグループで単独コンサートを2016年2月14日に開催。またMVPを獲得した木戸口は副賞としてソロコンサートを2016年2月14日に開催。

## 出演

### テレビ
- 絶対!アイドル道（2011年9月17日 - 2012年4月15日、スカパー!HD 663ch「Pigoo HD」） - 冠レギュラー[93]
  - 番組のDVD-BOXが2012年2月1日に発売された。
- iDOL Street 絶対!アイドル道（2012年4月18日 - 2017年7月17日、スカパー!HD 663ch「Pigoo HD」）
  - 「絶対!アイドル道」が#8よりリニューアルされた。
- つながるセブン（2011年10月18日 - 2012年2月14日、J:COM） - 火曜レギュラー
- つながるGO!GO!「avexアイドルオーディション2012」（2012年5月4日・11日・6月1日、J:COM） - 浅野・西山・石神・藤井・青木（レポーター）
- めざましテレビ（2012年12月20日、フジテレビ） - 金澤・伊藤・石川・加藤・南口・熊代・小栗・伊山・内村（山手線ガールズ）
- 週末応援ナビ☆あほやねん!すきやねん!→学校再発見バラエティー あほやねん すきやねん（2013年4月6日 - 2016年3月19日、NHK大阪） - 三谷
- Cheeky Parade独占密着〜アイドル前線行進中!（2013年5月20日、TBSチャンネル1） - 浅川
- コピンクス!ストーリーズ（2013年10月26日・12月21日、静岡朝日テレビ） - 加藤・浅川（声優）[94]
- コピンクス!（静岡朝日テレビ）
  - 内村（レポーター、2013年12月17日）
  - 金城（レポーター、2014年1月7日・2月4日・12月16日）
  - 緒方（レポーター、2014年2月11日・6月14日）
  - 石川（レポーター、2014年3月11日・8月9日）
  - 廣川（レギュラー、2014年12月23日 - ）
  - 木戸口（ゲスト、2015年2月14日）
  - 荒川（レポーター、2015年4月20日・12月19日）
  - 井柳（レポーター、2015年6月15日）
  - 阿部（アシスタント、2015年12月22日）
- どさんこワイド179（2014年2月7日、札幌テレビ放送） - 工藤・横山・木戸口・小玉
- ジョシスタ あいく的（2014年2月17日、札幌テレビ放送） - e-Street SAPPORO
- ch223 〜music pinkiss〜（静岡朝日テレビ）
  - 「アイドルから学べること」（2014年2月22日） - 小玉の密着取材を中心に構成された番組
  - 「二人のディファレンス」（2015年2月21日） - 小玉（吉田凜音との対談）・廣川（全力少女Rのメンバーであり妹の廣川かのんとの対談）
- Station!（2014年10月17日、ぎふチャンテレビ） - 北島（レポーター）
- たまごちゃん（静岡朝日テレビ）
  - 北島（レポーター、2014年11月1日・2015年3月7日）
  - 荒川（レポーター、2015年12月5日）
  - 前田（レポーター、2016年7月2日・15日）
- ピンクス〜PINK!SS〜（静岡朝日テレビ）
  - 廣川（ゲスト、2014年11月29日 / イメージキャラクター、2015年3月28日 - 2017年10月21日）
  - 阿部（ゲスト、2016年3月26日）
- JAにしみの合併15周年記念特別番組「にしみのお宝探し」（2014年12月21日、ぎふチャンテレビ） - 北島・河合・三品
- ムジカ・ピッコリーノ ウィンタースペシャル（2015年1月3日、NHK教育テレビ） - e-Street TOKYO
- ストリーーーーーーグ!〜バレンタイン大作戦〜（2015年2月1日、BS-TBS） - 「ストリーーーーーーグ3」のダイジェストとドラマ「恋するチーズケーキ」の2部構成
- あいどりゅ☆（2015年10月6日 - 2016年3月29日、日本海テレビ） - レギュラー
- ピンクス&コピンクス!ラストライブ 2016 ダイジェスト（2016年3月26日、静岡朝日テレビ） - 阿部（ナビゲーター）
- コピンクス COSMOS（静岡朝日テレビ）
  - 阿部（声優（ユメリ 役）、2016年4月5日 - 2017年10月3日）
  - 木下（レポーター、2016年4月19日・7月26日）
  - 前田（レポーター、2016年7月26日）

#### テレビドラマ
- ビブリア古書堂の事件手帖（2013年2月11日、フジテレビ） - 浅川（第5話）[95]
- 幽かな彼女（2013年4月9日 - 6月18日、関西テレビ） - 加藤・浅川[96]
- ラズベリーガール・ラズベリーボーイ（2013年9月28日、TOKYO MXテレビ） - 金城・緒方・内村
- 東京バンドワゴン（2013年10月12日 - 12月14日、日本テレビ） - 尾澤（堀田花陽 役）
- ファースト・クラス（2014年5月31日、フジテレビ） - 尾澤（第7話）
- ディア・シスター（2014年10月16日 - 12月18日、フジテレビ） - 尾澤（深沢葉月（幼少期）役）
- 癒し屋キリコの約束（2015年9月17日・18日、東海テレビ） - 尾澤（大沢愛美 役）

### ラジオ
- DJ Tomoaki's Radio Show!「iDOL Streetの“ストリート★ジャック!”」（2012年4月5日 - 2013年3月28日・2014年1月9日・16日・23日・2月6日・3月13日・4月24日、毎週木曜、下北FM・ニコニコ生放送・Ustream） - 2013年5月24日まで青木がレギュラーアシスタントを務めた。同年6月14日からは3期生も加わり、毎回2名が出演した。
- SUPER☆GiRLS勝田梨乃の語りーの（2012年10月6日 - 2013年3月30日 、毎週土曜、HBCラジオ） - e-Street SAPPORO（アシスタント）
- 劇団サンバカーニバル（2013年10月5日 - 2014年3月29日、FM-FUJI） - 金城（アシスタントレギュラー）
- ラジオトレイン（2014年5月17日・8月23日、ぎふチャン） - 石川（週替わりパーソナリティ）
- サンデーカーニバル（2014年10月5日、ならどっとFM） - 坂元・三谷（hanarichuとしてゲスト出演）

### 映画
- 鐘が鳴りし、少女達は銃を撃つ（2014年3月2日公開、つくばテレビ、アリスインプロジェクト） - 浅川（主演・ヒナタ 役）・加藤・石川・河合[97]（『ゆうばり国際ファンタスティック映画祭2014』出品作品）[98]
- ソフテン!（2014年3月20日公開） - 金城（山田 役）[99]（『第6回沖縄国際映画祭』出展作品）[100]
- アルプス女学園（2014年9月27日公開） - 吉橋・河合

#### ショートムービー
- 「girling」〜short movie hanagirl〜[101]（2013年8月24日、Réfectoire lepetitmec） - 浅川（『大人の文化祭』で上映）[102]

### CM
- フィアスホーム「大事なもの」篇（2013年4月15日公開） - 浅川[103]
- アキレス瞬足クラブ「みんなの瞬足」篇（2013年5月公開） - 尾澤[104]
- サンポット「地中熱ヒートポンプ ちびっこ博士」篇（2013年9月公開） - 小玉
- リプトン「夢を追いかける人を応援」篇（2016年2月公開） - e-Street TOKYOをはじめとするフルメンバー
- 高須クリニック「ピコ太郎」篇（2017年2月27日公開） - 荒川

### 舞台
- 舞台版 ビーナスファンタジスタ（2012年8月29日 - 9月2日、赤坂レッドシアター） - 吉橋[105]
- SUPER☆GiRLS 〜超絶☆歌劇団〜
  - 旗揚げ公演『妄想GiRLS』（2012年9月15日 - 22日、東京タワーフットタウン） - 加藤・伊山・浅川[106]
  - 超絶☆歌劇団 2013『SUPER☆WORLD 〜彼女達の冒険〜』（2013年11月2日 - 9日、DDD青山クロスシアター） - 加藤・浅川（日替わりエンビー 役）
  - 超絶☆歌劇団 2015『SUPER☆WORLD RETURNS 〜彼女達の冒険〜』（2015年2月11日 - 15日、DDD青山クロスシアター） - 荒川（□チーム・エンビー 役）・河合（○チーム・エンビー 役）・月山（△チーム・エンビー 役）
- 大阪俳優市場
  - 2012秋 第二話『M町のとあるバス停』、第三話『きよしこの猫』（2012年10月18日 - 21日、世界館） - 西山（第三話）・石神（第二話）[107][108]
  - 2013春 第1話『小さな小さなお茶会。』、第2話『モンスタースチューデンツ&ティーチャーズ』（2013年4月4日 - 7日、世界館） - 緒方（第1話 Aキャスト）・三谷（第2話 Aキャスト）[109]
  - 2014夏 第2話『ドラム缶日記』（2014年8月27日 - 31日、世界館） - 宮本・月山[110]
- アリスインプロジェクト
  - 2012秋 舞台『ダウト!国立公安女子高』（2012年10月25日 - 28日、博品館劇場） - 加藤・浅川（月組）[111]
  - 2013年12月公演『デジタル ホムンクルス』（2013年12月18日 - 23日、シアターKASSAI） - 吉橋[112]
  - 2014年2月公演『RIN-RIN-RIN〜ヒーローはいつも君のそばにいる〜』（2014年2月26日 - 3月2日、シアターKASSAI） - 緒方（2月28日に足首骨折のため途中降板）[113]・松脇[114]
  - 2014年春公演『時空警察ヴェッカー改・ノエルサンドレ』（2014年4月23日 - 27日、下北沢・小劇場B1） - 加藤（主演）・廣川（特別出演）
  - 2014年名古屋公演『アリスインクロノパラドックス2014』（2014年6月11日 - 15日、うりんこ劇場） - 河合（主演・石上初子 役）
  - 2016年札幌公演『アリスインデッドリースクール オルタナティブ・SAPPORO』（2016年5月4日 - 8日、コンカリーニョ） - 井村（風組）・横山
  - 2016年8月公演『アリスインデッドリースクール パラドックス』（2016年8月11日 - 21日、池袋・シアターKASSAI） - 武井・若松
  - 2016年大阪公演『クォンタムドールズOSAKA』（2016年10月26日 - 30日、インディペンデントシアター2nd） - 横野
  - 2017年大阪公演『アリスインデッドリースクール ビヨンドOSAKA』（2017年7月26日 - 30日、インディペンデントシアター2nd） - 横野
- 萬屋錦之助一座「ざ☆よろきん」第三回本公演『高松心中〜坊主と花魁の四十九日〜』（2013年7月10日 - 15日、シアターグリーンBOX） - 金城[115]
- W-Speak第7回公演『カンキン!?』（2013年7月11日 - 14日、赤坂元気劇場） - 浅川（ゲスト出演）
- Smile Earth Project Vol.8『ラズベリーガール』（2013年9月19日 - 23日、中野 ザ・ポケット） - 金城・緒方・内村
- 劇団コラソン第26回公演『モテなキ』（2013年10月17日 - 20日、下北沢駅前劇場） - 吉橋
- Flying Trip第8回公演『グッバイ・ジョーカー』（2014年4月4日 - 9日、あうるすぽっと） - 金城
- ResetLimit
  - 第3回公演『ニコラ』（2014年6月25日 - 29日、シアター風姿花伝） - 金城（主演・ニコラ 役）
  - 第4回公演『デルージョン!プリズナー!』（2014年9月20日、ウッディーシアター中目黒） - 金城（ゲスト出演）
  - 第9回公演『音霊戦隊 ディスクレンジャー』（2016年4月13日 - 17日、上野ストアハウス） - 荒川（我星優歌 役）
  - 第10回公演『Saturation story』（2017年4月1日、参宮橋トランスミッション） - 荒川（ゲスト出演）
- ぱるエンタープライズ公演 VOL.35『Peach Boys』（2014年7月9日 - 14日、東京芸術劇場シアターウエスト） - 緒方
- キャットミント隊#5『The Kaidan アルプス一万尺 Final』（2014年7月30日 - 8月3日、新宿シアターサンモール） - 緒方
- よしもとLaugh+Theater Project
  - 『HAPPY MAN〜さよなら竜馬〜』（2014年9月11日、5upよしもと） - 三谷
  - 『天使は瞳を閉じて』（2015年5月25日 - 27日、HEP HALL） - 三谷
- シザーブリッツ『MEIDO IN HEAVEN』（2014年10月28日 - 11月3日、サンモールスタジオ） - 緒方

### ファッションショー
- Dream Fashion Show 2013（2013年8月12日、Zepp Sapporo） - 吉本
- TOKYO FASHION COLLECTION（2014年2月11日、舞浜アンフィシアター） - 山﨑（ゲストモデル）
- L4 fashionmodel L4KC VOL.2（2014年4月3日、世界館） - 月山（ゲストモデル）
- 写シンデレラ3（2014年8月24日、アクロス福岡） - 蓮見
- BEATNIXS 60th〜time〜（2015年5月31日、なんばHatch） - 月山
- 学生ランウェイ（2015年7月30日、なんばHatch） - 月山
- 関西コレクション2015 A/W（2015年9月23日、京セラドーム大阪） - 月山
- キラチャレ2015予選（2015年10月3日、イオンモール太田） - 阿部（ゲスト）
- Asia New Star Model Contest Face of Japan 2016（2016年4月9日、六本木ヒルズアリーナ） - 月山（セミファイナリスト）
- Creatous Magazine Collection vo.7（2016年4月22日、大阪市中央公会堂） - 月山

### イメージキャラクター
- フィアスホーム（2013年4月15日 - 終了時期不明） - 浅川[103]
- 開成教育グループ「代ゼミサテライン予備校」2013年度 夏期講習会 - 緒方[116]
- NHK連続テレビ小説「あまちゃん」公式キャンペーンサポーター（大阪府代表） - w-Street OSAKA[117]
- きたまえ↑ 札幌☆マンガ・アニメフェスティバル（2013年6月 - 9月） - e-Street SAPPORO[118]
- 静岡朝日テレビ情報番組「ピンクス」「コピンクス!」イメージキャラクター
  - "2代目コピンク"（2013年12月23日 - 2014年12月23日） - 浅川[119]
  - "3代目コピンク"（2014年12月24日 - 2017年10月21日） - 廣川
  - ピンクスCHANNEL PRユニット"ピンキーリング"（2015年4月 - 終了時期不明） - 北島・木下
- サカタのタネ ヒマワリ「ビンセント」（2014年・2015年） - 坂元[120]
- 映画「メアリーと秘密の王国」イメージガール（2014年9月） - hanarichu[121]
- オランダ屋 母の日イメージガール（2015年4月） - hanarichu
- サンリオピューロランド学生限定割引キャンペーン「学パス」モデル（2015年7月 - 9月） - 坂元・三品・北島・沓掛（ミスサンリオピューロランド）
- 北海道リゾートライナー「さあ!雪と遊ぼう LOVE SNOW HOKKAIDO Powered by サッポロ Snow♥Loveits」イメージキャラクター（2015年11月 - 2016年5月） - e-Street SAPPORO

### ソーシャルゲーム
- IDOL☆J@M（2012年8月31日、GREE）[122]
- アイドルジャムZ-プリンセスと緋竜の王冠-（2014年2月18日、GREE）
- にゃんパズル（2015年9月3日 - 10月1日、ディー・エヌ・エー） - わーすたとのコラボレーション[123]

### ウェブ
- スパガの夏MAX盛り!青森ねぶた生中継でゴー!（2012年8月3日、ニコニコ生放送） - 西山（現地レポーター）
- e-Street SAPPORO ゆぅしゃんのアニーメイト!!（2013年1月30日 - 6月28日、ニコニコ動画） - 菊地（レギュラー）
- AIR-G'×エンタメステーション「AV Music Channel」コラボレート企画（2013年7月24日 - 2015年3月、エンタメステーションin札幌ド真中、Ustream） - e-Street SAPPORO（準レギュラー）
- アイドル番組やってみた@アメスタ（2013年9月4日・12月10日・2014年4月4日、Ameba Studio） - 加藤・吉橋・浅川（ゲスト・2013年9月4日）・吉橋（ゲスト・2013年12月10日）・加藤・吉橋（ゲスト・2014年4月4日）
- アリスインプロジェクト2013年12月公演「デジタル✡ホムンクルス」SPECIAL（2013年12月10日、Ameba Studio） - 吉橋（ゲスト）
- あつまれ!シェケレート生（2013年12月11日 - 2014年9月29日、SHOWROOM） - 加藤・吉橋
- 関西ウォーカーTV
  - 「春ウォーカー2014 格付けバトル!」（2014年2月7日、角川マガジンズ） - 傍士・坂元・宮本
  - 「OSAKA好きやねんナイト」（2014年9月16日） - 坂元・三谷・宮本
- DAIZY7のお便り窓口（2014年3月13日 - 2015年3月19日、SHOWROOM） - w-Street OSAKA
- スパガ・チキパらiDOL Street全員集合!!アイドルストリートカーニバル舞台裏完全密着!!（2014年6月21日、ニコニコ生放送）
- みにょんときみにょんroom!（2014年7月8日 - 2015年3月24日、SHOWROOM） - w-Street FUKUOKA
- ハナリッチュのchu!（2014年8月6日・2015年1月11日・17日・31日・2月1日、SHOWROOM） - hanarichu
- a-nation island「IDOL NATION NEXT」舞台裏完全密着 〜出演アイドル全員集合!!〜（2014年8月14日、ニコニコ生放送） - 緒方（メインMC）
- TOこ員!放送委員会（2014年10月6日 - 2015年3月30日、SHOWROOM） - 荒川・金城
- 北の国からスノラビジョン（2014年10月15日 - 2015年3月18日、SHOWROOM） - e-Street SAPPORO
- Friday☆moon（2014年10月17日 - 2015年3月27日、SHOWROOM） - e-Street SENDAI
- なごちゅーずでい!（2014年10月21日 - 2015年3月16日、SHOWROOM） - w-Street NAGOYA
- スト生放送部（2015年4月6日 - 2017年8月8日、SHOWROOM） - 荒川・若松（4月6日 - 8月31日）、e-Street TOKYO（9月7日 - ）
- スト生放送部〜Giris Street Audition〜（2015年4月16日、SHOWROOM） - e-Street TOKYO
- わーすたのKAWAII☆ROOM（2015年5月28日 - 、SHOWROOM）[注 23] - わーすた
- スタートゲート（2015年10月12日、文化放送） - 阿部・荒川・木戸口・若松
- ストリーグ!!!! × SHOWROOM（2015年10月12日 - 2016年3月、SHOWROOM） - 6チームによる「ストリーグ!!!!」とのコラボレーション番組
- iDOL Street Carnival 2016開催記念特番〜特典!シャッフル!お知らせ祭りSP!〜（2015年12月14日、SHOWROOM） - 木戸口
- オリコンニュース&ランキング バラエティ「週刊わちゃわちゃ通信」season2（2016年1月7日 - 6月16日、ニコニコ生放送） - 荒川・木戸口・若松（MC）
- 「わーすたのスタンダードすたじお」いぬねこ。ミュージックビデオ撮影現場に潜入（2016年3月7日、ニコニコ生放送） - 荒川・木戸口（MC）
- ラピラーズのなんでもやっちゃいます（2016年3月 - 6月11日、SHOWROOM） - w-Street OSAKA
- （番組名なし）（2016年4月20日 - 9月14日、SHOWROOM） - 木下

### アプリ
- 山手線ガールズ（2012年9月3日 - 2013年4月15日、山手線トレインネット・山手線エキナカネット） - 3期生[124]

| 駅名 | 品川   | 大崎 | 五反田   | 目黒   | 恵比寿 | 渋谷 | 原宿   | 代々木 | 新宿 | 新大久保 | 高田馬場 | 目白 | 池袋   | 大塚 | 巣鴨 |
| 担当 | 武田   | 大関 | 緒方     | 南口   | 森岡   | 石川 | 伊山   | 内村   | 吉橋 | 小栗     | 三谷     | 永戸 | 浅川   | 北   | 門田 |
| 駅名 | 駒込   | 田端 | 西日暮里 | 日暮里 | 鶯谷   | 上野 | 御徒町 | 秋葉原 | 神田 | 東京     | 有楽町   | 新橋 | 浜松町 | 田町 |      |
| 担当 | 木戸口 | 塩田 | 菊地     | 國安   | 仲村   | 伊藤 | 金浜   | 加藤   | 平野 | 金澤     | 熊代     | 河合 | 久保   | 村上 |      |

- iDOL Street（2013年7月26日、エイベックス・マーケティング）
- iDOL Street SHAKE（2013年10月5日、dooub,Inc.）

## 書籍
- iDOL Street OFFICIAL BOOK
  - Vol.01 2012 Winter（2011年12月22日、ソニー・マガジンズ） ISBN 978-478977156-6
  - Vol.02 2012 Summer（2012年6月13日、エムオン・エンタテインメント） ISBN 978-478977171-9
  - Vol.03 2013 Autumn（2013年10月16日、エムオン・エンタテインメント） ISBN 978-478973589-6
- B.L.T. iDOL Street版（2012年2月号 - 2016年4月号、東京ニュース通信社）

2012年5月にリーフレット仕様の『SIZZLE STREET』にリニューアルし、同年7月には「SUPER☆GiRLS ver.」・「Cheeky Parade ver.」・「ストリート生 ver.」の3種類となる。2013年7月から、ユニットごとの冊子はなくなり、レーベル全体での冊子1種類となる。2014年4月からは、SUPER☆GiRLS・Cheeky Parade・GEMが掲載された「Major Ver.」と、ストリート生が掲載された「Student Ver.」の2種類になった。
- Top Yell（2013年2月6日・4月6日・8月6日・12月6日、竹書房）
- ヤングガンガン（2013年5月17日・2014年3月7日、スクウェア・エニックス） - 浅川・内村・金澤・金城・塩田・森岡（2013年5月17日）、加藤・吉本（2014年3月7日）
- 週刊プレイボーイ（2013年5月20日・2014年8月4日、集英社） - 浅川・加藤（2013年5月20日）[127]、e-Street TOKYO（2014年8月4日）
- 日経エンタテインメント!（2014年2月4日、日本経済新聞社） - hanarichu
- 週刊ヤングジャンプ（2014年2月6日・4月10日・4月24日、9月18日、集英社） - 坂元（2014年2月6日・4月10日）[128][129]、吉本・坂元・松脇・高橋（2014年4月24日）[130]、w-Street OSAKA（2014年9月18日）
- 九州アイドルBOOK（2014年5月30日、角川書店） - w-Street FUKUOKA
- NYLON JAPAN 特別編集★iDOL Street SPECIAL FASHION BOOK（2014年6月20日、カエルム）
- LIFE is SHORT（2014年7月20日、メタブレーン） - 緒方
- 月刊エンタメ（2014年7月30日、徳間書店） - 坂元
- 名古屋美少女アイドルフォトブック Fille（2014年8月8日、流行発信） - w-Street NAGOYA
- アイドル横丁新聞 あるあるCity瓦版 2014年8月号（2014年8月22日、日刊スポーツ新聞社） - 三品
- 108AOMORI GIRL 2014（2014年8月31日） - 山﨑
- Chu→Boh vol.64（2014年11月4日、海王社） - 三品（表紙も務める）
- 日経エンタテインメント!アイドルスペシャル2015（2014年12月2日、日本経済新聞社） - hanarichu
- girls! vol.44（2015年3月28日、双葉社） - 吉本
- KANSAI IDOL FILE 2015-2016（2015年11月20日、シンコーミュージックエンタテイメント） - w-Street OSAKA

連載
- B.L.T.（東京ニュース通信社）
  - iDOL Street「2nd Avenue」（2011年11月号 - 2013年7月号）
  - iDOL Street「MAIN STREET」（2013年8月号 - 2016年7月号）

電子書籍
- iDOL Street ストリート生 LIVE2012 〜Next Street〜（2012年2月24日、出版：エイベックス・マネジメント、発売：TSUTAYA.com eBOOKs）

### 新聞コラム
- 夕刊フジ「おつかれさま」（2012年12月20日、産業経済新聞社） - 浅川